# Langenhagen

Stadtlogo

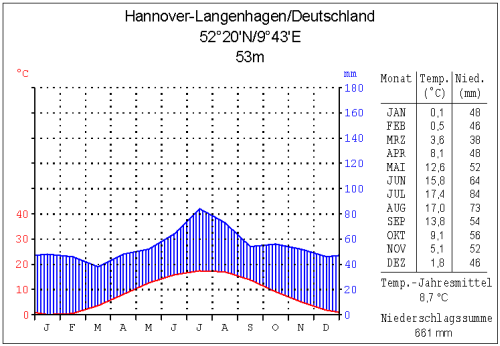
Klimadiagramm

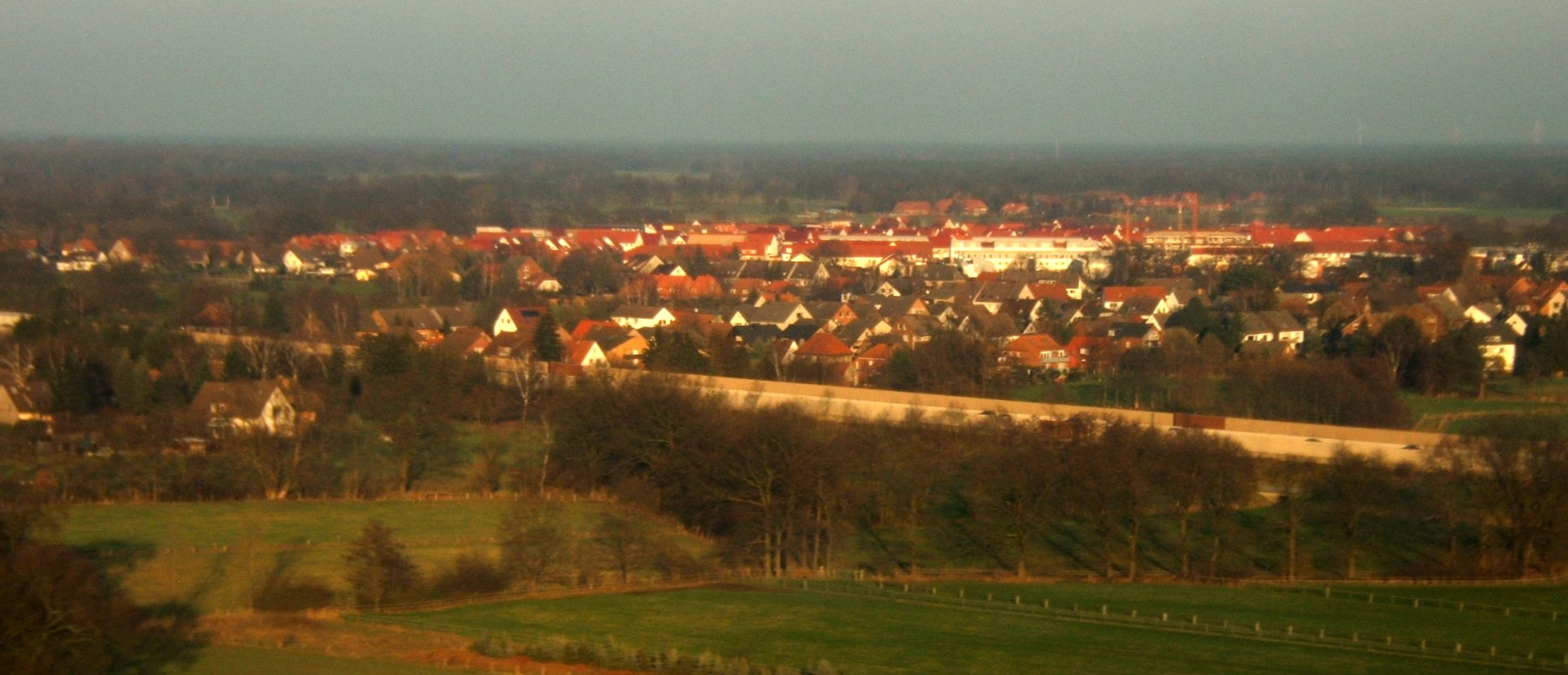
Langenhagen-Kaltenweide

Langenhagen ist eine Stadt und selbständige Gemeinde in Niedersachsen. Sie gehört zur Region Hannover und liegt nördlich der Landeshauptstadt Hannover. Auf dem Langenhagener Stadtgebiet liegt der Flughafen Hannover, ebenso die hannoversche Pferderennbahn Neue Bult. Raumplanerisch ist die Stadt als Mittelzentrum mit Teilfunktionen eines Oberzentrums eingestuft.

## Geografie

### Lage
Die Stadt Langenhagen grenzt an die Gemeinden Wedemark und Isernhagen sowie an die Städte Hannover und Garbsen (im Uhrzeigersinn, beginnend im Norden). Nördlich des Stadtgebiets erstreckt sich ein ausgeprägter Geestrücken des Quartärs mit einer lockeren Moor- und Heidelandschaft, der in die Lüneburger Heide übergeht. Mit dem Kananoher Forst, dem Naturschutzgebiet Kaltenweider Moor und dem teilweise auf Langenhagener Gebiet liegenden Naturschutzgebiet Bissendorfer Moor befinden sich im Stadtgebiet umfangreiche geschützte Wald- und Moorgebiete. Innerhalb des Bissendorfer Moores befindet sich an der nördlichen Stadtgrenze zur Wedemark der Muswillensee.

### Stadtgliederung
Die Stadt Langenhagen besteht seit der niedersächsischen Gebiets- und Verwaltungsreform 1974 neben der Kernstadt Langenhagen (Langenhagen-Mitte, Langenforth, Alt-Langenhagen) aus den Ortschaften Engelbostel (einschließlich der Splittersiedlung Kananohe), Godshorn, Kaltenweide (einschließlich der sogenannten Seestädte Altenhorst, Hainhaus, Maspe, Siedlung Twenge und Twenge sowie Kiebitzkrug), Krähenwinkel und Schulenburg. Der bis zur Gebietsreform nach Süden bis zum Mittellandkanal einschließlich Brinker Hafen reichende Ortsteil Wiesenau beschränkt sich seit 1974 als Teil von Brink auf das Wohngebiet südlich der Bundesautobahn 2 und ist dabei bis auf zwei Straßendurchlässe vollständig von hannoverschem Stadtgebiet umschlossen. Das Neubaugebiet Weiherfeld, eines der größten Neubaugebiete in der Region Hannover, liegt an der S-Bahn-Station Kaltenweide.

## Geschichte

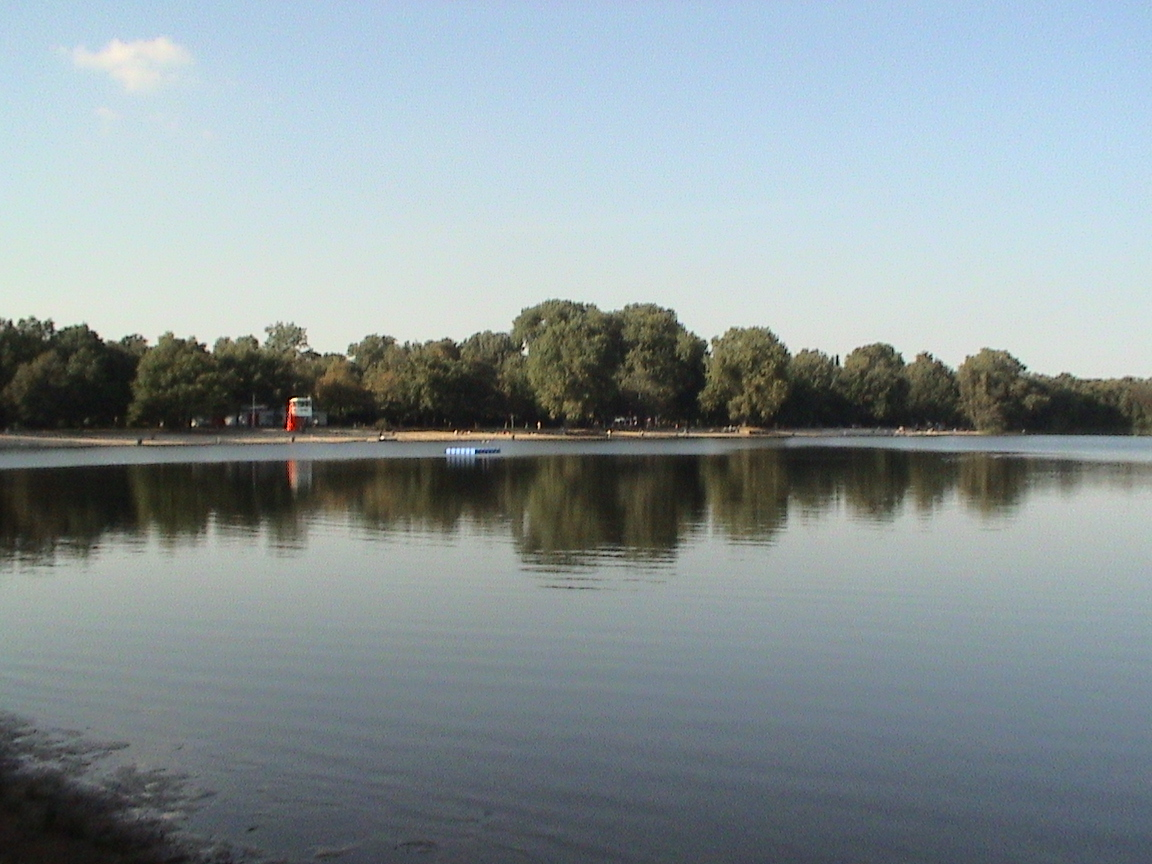
Silbersee

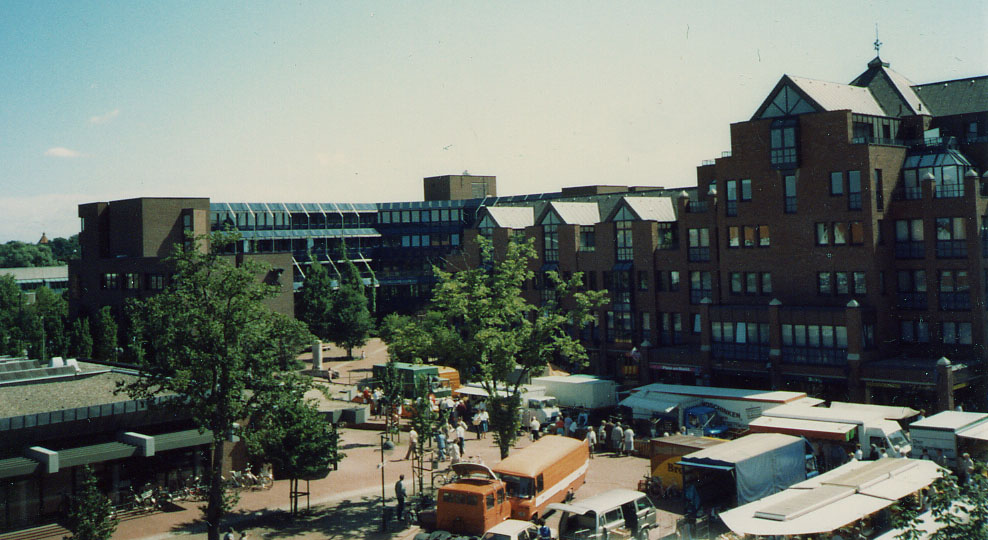
Rathaus und Markt, 1989

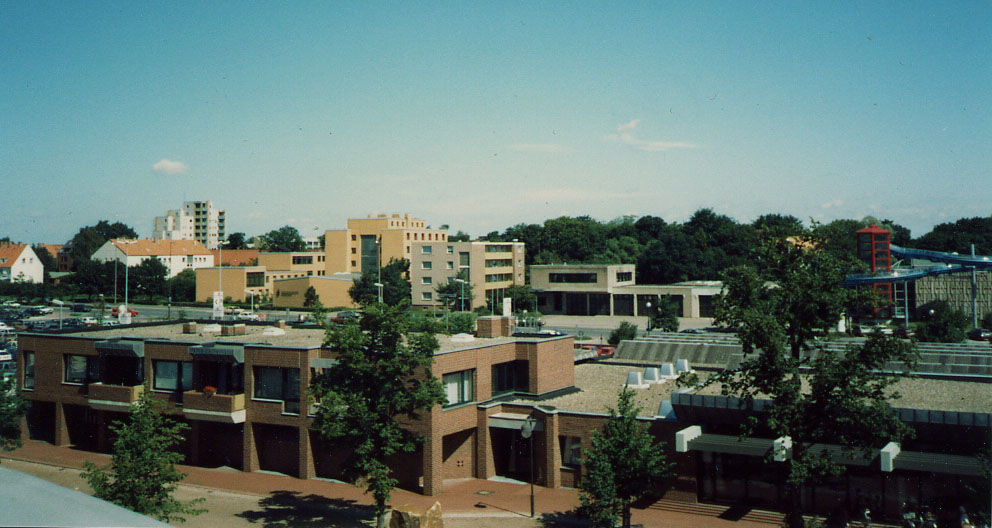
Schornsteinfegerschule, Feuerwehrhaus und Schwimmbad, 1989

### Gründung und Mittelalter
Bereits 990 wurde Hainhaus erwähnt, am 10. Juli 1033 Engelbostel, 1200 Godshorn, 1255 Wagenzelle und 1308 Schulenburg. Am 15. Februar 1312 wurde Langenhagen erstmals als Nienhagen urkundlich erwähnt. Alte Bezeichnungen des Ortes sind um 1312 Novam Indaginem, um 1314 Nova Indagine, 1391 Nyenhaghene, um 1430 Nigenhagen, 1451 Langenhagen, 1480 Nigenhagen, 1501 Niegenhagen und in 1523 Langenhagen. Die sichere Überlieferung für Langenhagen setzt mit 1312 Novam indaginem ein. Das ist lateinisch „nova“, also „neu“ und „indago“. Später wechselt „neu“ zu „lang“, jedoch schwankt die Überlieferung bis zum 17. Jahrhundert zwischen beiden Zusätzen.
Unter der Führung des Vogts Heinrich Clave wurde Langenhagen 1618 das Marktrecht verliehen. Mit seiner Frau stiftete er 1630 einen bis heute in der Elisabethkirche genutzten Taufstein des Künstlers Jeremias Sutel.
Der Hexenprozess gegen Alheit Snur vom Amt Langenhagen endete mit ihrer Verurteilung zum Tod. Am 8. Januar 1648 wurde sie auf der Richtstätte des Amtes Langenhagen in der Mecklenheide (nördlich von Vahrenwald) durch den hannoverschen Scharfrichter Marten Vogt zunächst erwürgt, ihre Leiche danach verbrannt.

### 19. Jahrhundert
1862 wurde auf dem Gebiet von Langenhagen die Heil- und Pflegeanstalt für geistesschwache und blödsinnige Kinder als eine zu Hannover gehörende Anstalt gegründet. Der spätere Medizin-Nobelpreisträger Robert Koch wirkte dort von 1866 bis 1868 als Assistenzarzt. Daran erinnern heute nach ihm benannte Straße und eine Gedenktafel in der Robert-Koch-Schule. Die Anstalt wurde später zunächst in Provinzial-Heil- und Pflegeanstalt für Geisteschwache, dann in Nervenheilanstalt Langenhagen umbenannt. Sie lag an der Hauptstraße von Langenhagen nach Hannover und schadete dem Ruf der Gemeinde: „Selbst Touristen zu Fuß und zu Rad meiden das Dorf, das ihnen anstatt ländlicher Stille den Anblick von […] Wesen in erbarmungswürdigem Zustand bietet“, stellte der „Heidedichter“ Hermann Löns fest. In mehreren Bauabschnitten wurde die Anstalt Anfang des 20. Jahrhunderts im damals aktuellen Pavillonstil modernisiert. Ab 1995 hieß das Krankenhaus Klinik für Psychiatrie und Psychotherapie, seit 2006 gehört es als KRH Psychiatrie (125 Betten) und KRK Geriatrie (85 Betten) zum Klinikum Region Hannover mit etwa 160 Beschäftigten vor Ort. Die zuvor nach außen hermetisch abgeschirmte Anstalt wurde geöffnet und zugleich räumlich erheblich verkleinert. Die Stadt Langenhagen hat 2010 große Teile des Grundstücks von der Stadt Hannover zum Zweck der Stadtentwicklung erworben.

### 20. Jahrhundert und Gegenwart
Anfang des 20. Jahrhunderts gewann Langenhagen als Verkehrsknotenpunkt an wirtschaftlicher Bedeutung. Ausschlaggebend dafür waren insbesondere die seit 1890 bestehende Eisenbahnstrecke, die von Hannover über Langenhagen mit Halt am Bahnhof Langenhagen (heute: Langenhagen Pferdemarkt) nach Visselhövede führte. Für die Gemeinde Brink waren die Errichtung des Brinker Hafens am Mittellandkanal im Jahre 1916 und der Bau der Autobahn (A 2) in den Jahren 1934/35 vom Ruhrgebiet nach Berlin über das Brinker Gemeindegebiet von Bedeutung. Im Zuge des Autobahnbaues entstand durch Entnahme von Sand und Kies der Silbersee, seitdem ein bedeutsamer Ort zur Naherholung. Er hat seinen Namen angeblich von Flugzeugpiloten, die den See auf ihrem Flug Richtung Berlin als Orientierungsmarke nutzten.
Um Eingemeindungswünschen der Stadt Hannover entgegenzuwirken, schlossen sich zum 1. November 1935 die Gemeinden Brink und Langenforth zur neuen Gemeinde Brink zusammen. Es folgte zum 1. April 1938 der Zusammenschluss der Gemeinden Brink und der nördlich gelegenen Gemeinde Langenhagen zur großen Landgemeinde Langenhagen; dadurch entstand ein wirtschaftlich starkes Gemeinwesen. Aus historischen Gründen wurde für die Gemeinde der Name Langenhagen gewählt, obwohl Brink die größere und einwohnerstärkere Gemeinde war. Das neue Rathaus von Brink wurde zum Rathaus der neuen Gemeinde Langenhagen.

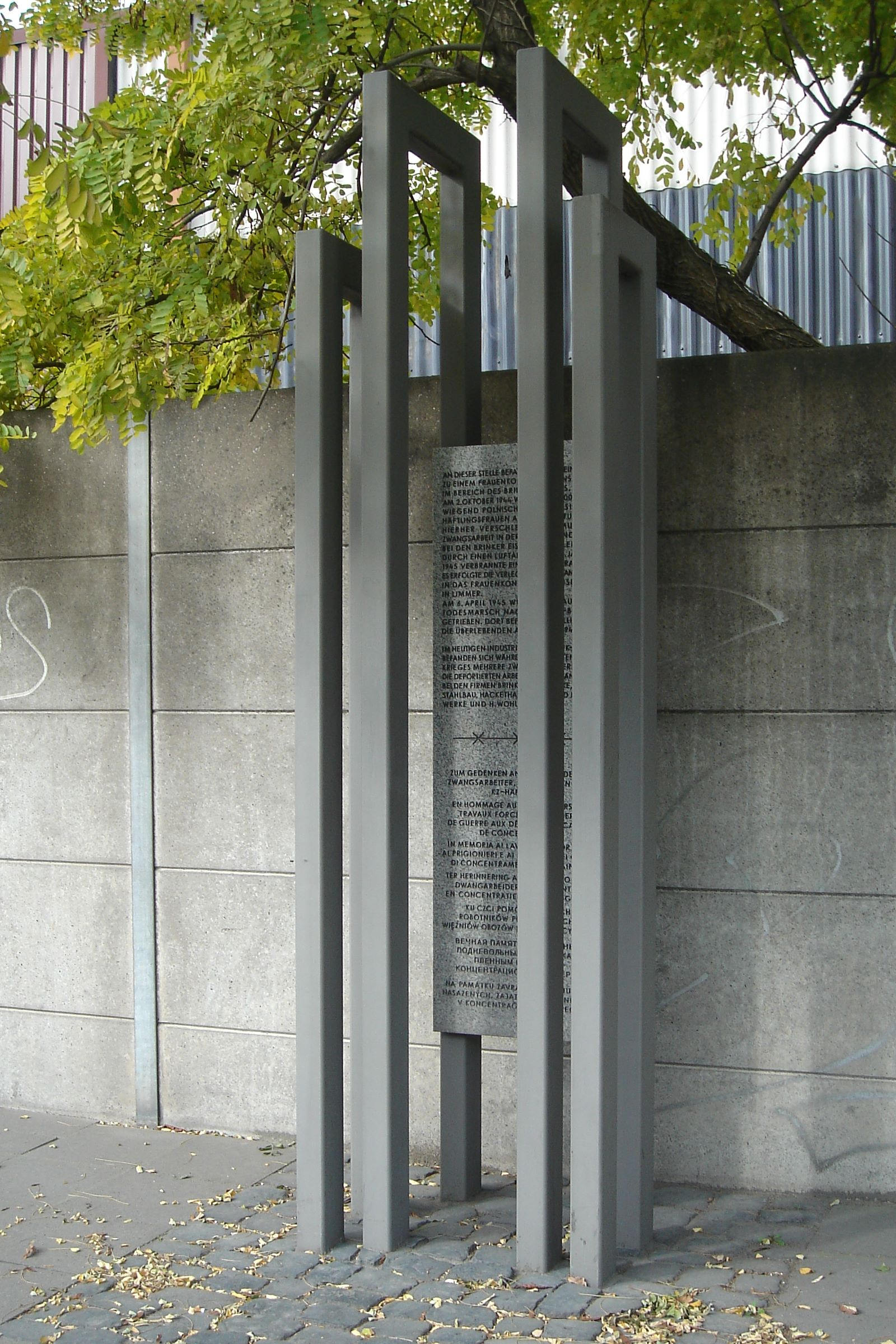
Mahnmal zur Erinnerung an das Konzentrationslager Langenhagen

Auf dem damals zu Langenhagen gehörenden heutigen Gewerbegebiet Brinker Hafen existierte vom 2. Oktober 1944 bis zum 6. Januar 1945 das KZ-Außenlager Hannover-Langenhagen des Hamburger KZ Neuengamme. An dem seit 1974 zum hannoverschen Stadtteil Brink-Hafen gehörenden Gelände erinnert ein Mahnmal mit einer Gedenktafel an das Außenlager. Am Ende des Zweiten Weltkriegs war Langenhagen durch Bombenangriffe zu zwei Dritteln zerstört.
Am 2. März 1959 wurde der Landgemeinde Langenhagen durch den niedersächsischen Innenminister Hinrich Wilhelm Kopf mit Wirkung vom 1. März 1959 das Stadtrecht verliehen.
Am 15. Juni 1972 wurde das RAF-Mitglied Ulrike Meinhof in Langenhagen festgenommen, als sie in einer Wohnung in der Walsroder Straße in der Nähe des Berliner Platzes untertauchen wollte. Durch den Wohnungsmieter Fritz Rodewald wurde die Polizei darauf aufmerksam.
Bis zum 31. Dezember 2004 gehörte Langenhagen zum damaligen Regierungsbezirk Hannover, der wie alle anderen niedersächsischen Regierungsbezirke aufgelöst wurde.

### Stadtentwicklung
Die Stadt hat sich in einem zweijährigen Analyse- und Abstimmungsprozess von 2009 bis 2011 ein Integriertes Stadtentwicklungskonzept (ISEK) gegeben. Darin werden alle maßgeblichen Umweltfaktoren der bisherigen Stadtentwicklung, Demografie, Einkommenssituation, Sozialsituation sowie bauliche Entwicklung und Infrastruktur untersucht. Dieses Konzept wurde inzwischen auf die Jahre 2025 bzw. 2030 fortgeschrieben.  Von besonderer Bedeutung für die zukünftige Entwicklung ist der unmittelbare Einflussbereich des Flughafens. So ist der nördliche Bereich der Kernstadt bereits jetzt als Siedlungsbeschränkungsbereich im Raumordnungsprogramm des Landes Niedersachsen festgesetzt und die Ausweisung neuer Wohnbaugebiete dort nicht mehr möglich, während in den Ortsteilen weiterhin neue Wohn- und Industriegebiete ausgewiesen wurden sowie weitere sich im Vorbereitungszustand befinden. Ursächlich für die Einschränkungen in der Kernstadt ist der Flugverkehr der beiden Start- und Landebahnen. Darüber hinaus verlaufen über dem Flughafen- und dem nördlichen Stadtgebiet 12 verschiedene Flugkorridore im kontinentalen und interkontinentalen Flugverkehr.
Ebenfalls von erheblicher Bedeutung sind der Eisenbahn- und der Kfz-Verkehr auf den Autobahnen A 2 / A 352 sowie auf weiteren klassifizierten Straßen, die durch das Gebiet der Stadt und an den Ortschaften entlangführen. Auch ihr Einfluss ist im Stadtentwicklungskonzept untersucht worden.

### Gebietsreform
Im Zuge der Gebietsreform in Niedersachsen gewann Langenhagen am 1. März 1974 die Gemeinden Krähenwinkel und Kaltenweide im Norden und Godshorn, Schulenburg und Engelbostel im Westen der Stadt dazu. Zugleich fiel fast das gesamte Stadtgebiet südlich der Bundesautobahn an die Landeshauptstadt Hannover, darunter die Kasernen beiderseits der Stader Landstraße (nach Gebietsreform Teil der Vahrenwalder Straße), das Gewerbegebiet Wiesenau mit dem Brinker Hafen und das Wohngebiet Friedenau zwischen Friedenauer Straße und Erlenweg bis zur Schulenburger Landstraße. Nur das südlich der Autobahn gelegene Wohngebiet Wiesenau blieb, durch zwei Tunnel mit Brink verbunden, bei Langenhagen.

### Einwohnerentwicklung

Einwohnerentwicklung von Langenhagen von 1998 bis 2016

| Jahr | Einwohner | Quelle       |
| ---- | --------- | ------------ |
| 1905 | 1.695     | [ 9 ]        |
| 1910 | 2.075     | [ 9 ] [ 10 ] |
| 1925 | 1.820     | [ 9 ]        |
| 1933 | 5.382     | [ 9 ]        |
| 1939 | 9.723     | [ 9 ]        |
| 1950 | 13.7520   | [ 9 ] [ 11 ] |
| 1956 | 18.1420   | [ 11 ]       |
| 1973 | 35.3330   | [ 12 ]       |
| 1975 | 47.092 ¹  | [ 13 ]       |

| Jahr | Einwohner | Quelle |
| ---- | --------- | ------ |
| 1980 | 46.764 ¹  | [ 13 ] |
| 1985 | 46.520 ¹  | [ 13 ] |
| 1990 | 47.432 ¹  | [ 13 ] |
| 1995 | 48.921 ¹  | [ 13 ] |
| 2000 | 49.432 ¹  | [ 13 ] |
| 2005 | 50.883 ¹  | [ 13 ] |
| 2010 | 52.583 ¹  | [ 13 ] |
| 2015 | 53.323 ¹  | [ 13 ] |
| 2019 | 54.652 ¹  | [ 13 ] |

¹ jeweils zum 31. Dezember

### Konfessionsstatistik
Laut der Volkszählung 2011 waren 38,6 % der Einwohner evangelisch, 12,4 % römisch-katholisch und 49,0 % waren konfessionslos, gehörten einer anderen Religionsgemeinschaft an oder machten keine Angabe. Die Zahl der Protestanten und Katholiken ist seitdem gesunken. Am 31. Dezember 2022 waren 26,8 % der 57.042 Einwohner evangelisch und 10,8 % römisch-katholisch. Mit 62 % sind die Personen, die keiner rechtlich-körperschaftlich verfassten Religionsgemeinschaft angehören, eine große absolute Mehrheit der Bevölkerung.

## Politik

### Rat
Der Rat der Stadt Langenhagen setzt sich seit der Kommunalwahl am 12. September 2021 aus 16 Ratsfrauen und 26 Ratsherren folgender Parteien zusammen:
| Partei / Liste                                | Stimmenanteil 2021 | Sitze 2021 | Sitze 2016 |
| SPD                                           | 33,51 %            | 14         | 14         |
| CDU                                           | 30,56 %            | 13         | 12         |
| Bündnis 90/Die Grünen                         | 13,46 %            | 6          | 04         |
| AfD                                           | 6,63 %             | 3          | 05         |
| FDP                                           | 4,84 %             | 2          | 01         |
| Die Linke                                     | 2,63 %             | 1          | 01         |
| Die PARTEI                                    | 1,68 %             | 1          | –          |
| Bündnis unabhängiger Bürger Langenhagen (BBL) | 2,82 %             | 1          | 03         |
| WG-AfL                                        | 2,20 %             | 1          | 01         |
| Die Unabhängigen                              | 0,49 %             | 0          | 01         |
| Gesamt                                        |                    | 42         | 42         |
| Wahlbeteiligung                               | 51,38 %            | 51,38 %    |            |

Zusätzliches Mitglied des Rates ist qua Amt der Bürgermeister.

### Beiräte
2006 wurde erstmals ein Seniorenbeirat gewählt. Anfang 2010 wurde aus Vertretern des Naturschutzes, Kultur, Denkmalpflege, Senioren, Jugend und Familie ein Parkbeirat gebildet, der sich schwerpunkthaft mit dem, in Teilen historischen, Stadtpark Eichenpark beschäftigt. Diese Gremien haben eine beratende Funktion für Rat und Bürger und widmen sich auch der Öffentlichkeitsarbeit in Presse und durch eigene Broschüren zu ihren Themen, wie einem Parkrundgang oder zur Senioren-Fitness-Anlage in der Nähe der Elisabethkirche.

### Bürgermeister
Hauptamtlicher Bürgermeister ist seit dem 1. November 2014 Mirko Heuer (CDU). Seine Stellvertreterinnen sind Claudia Hopfe (CDU), Ulrike Jagau (Grüne) und Elke Zach (SPD).
Bei der Wahl am 12. September 2021 wurde Heuer mit 55,79 % der gültigen Stimmen bei einer Wahlbeteiligung von 51,36 % im Amt bestätigt.

### Wappen
Der Entwurf des Kommunalwappens von Langenhagen stammt von dem Heraldiker und Architekten Heinrich Gieseke. Er war von 1949 bis 1956 Führer der Niedersächsischen Wappenrolle.
- Das Wappen wurde am 16. Juni 1949 durch den Niedersächsischen Minister des Innern verliehen.
- Die am 1. März 1974 durch Gesetz neugebildete Stadt Langenhagen hat das Wappen der bisherigen Stadt Langenhagen übernommen, das vom Regierungspräsidenten in Hannover am 28. März 1974 genehmigt wurde.[21]

| Wappen von Langenhagen | Blasonierung: „In rotem Schilde aus einem goldenen:roten Wulst wachsend, ein blaubezungter und blaubewehrter, goldener Löwe (welfischer Löwe).“ |
| Wappen von Langenhagen | Wappenbegründung: Das Wappen lehnt sich an einen Prägestempel des königlich-hannoverschen Amtes Langenhagen aus dem Jahre 1852 an. Der Löwe ist als Wappenzeichen des Welfenhauses in zahlreichen alten Amtswappen des hannoverschen Landes vertreten, so auch in dem des Amtes Langenhagen, das aus der alten Großvogtei Calenberg hervorgegangen ist. Da das Gebiet des späteren Amtes Langenhagen bis 1248 zur Grafschaft Lauenrode gehörte, könnte man bei dem Löwen in diesem Falle auch an den der Grafen von Lauenrode denken, doch ist anzunehmen, dass man in der Zeit, als dem Amt Langenhagen ein Wappen verliehen wurde (frühestens im 16. Jahrhundert), nicht mehr an diese Grafen, sondern allein an die Herzöge von Braunschweig-Calenberg gedacht hat. Zum Unterschied von anderen Wappen ist der Löwe im Langenhagener Amtswappen aus einem Wulst wachsend dargestellt, der wohl als ursprünglich einem Helm aufliegend zu denken ist; die Gründe für diese Besonderheit verlieren sich im Dunkeln. Die Farben sind denen des welfischen Stammwappens angelehnt. Das Staatsarchiv hat den Entwurf des Wappens als „formschön und heraldisch einwandfrei“ beurteilt. |

### Wappen der Ortsteile

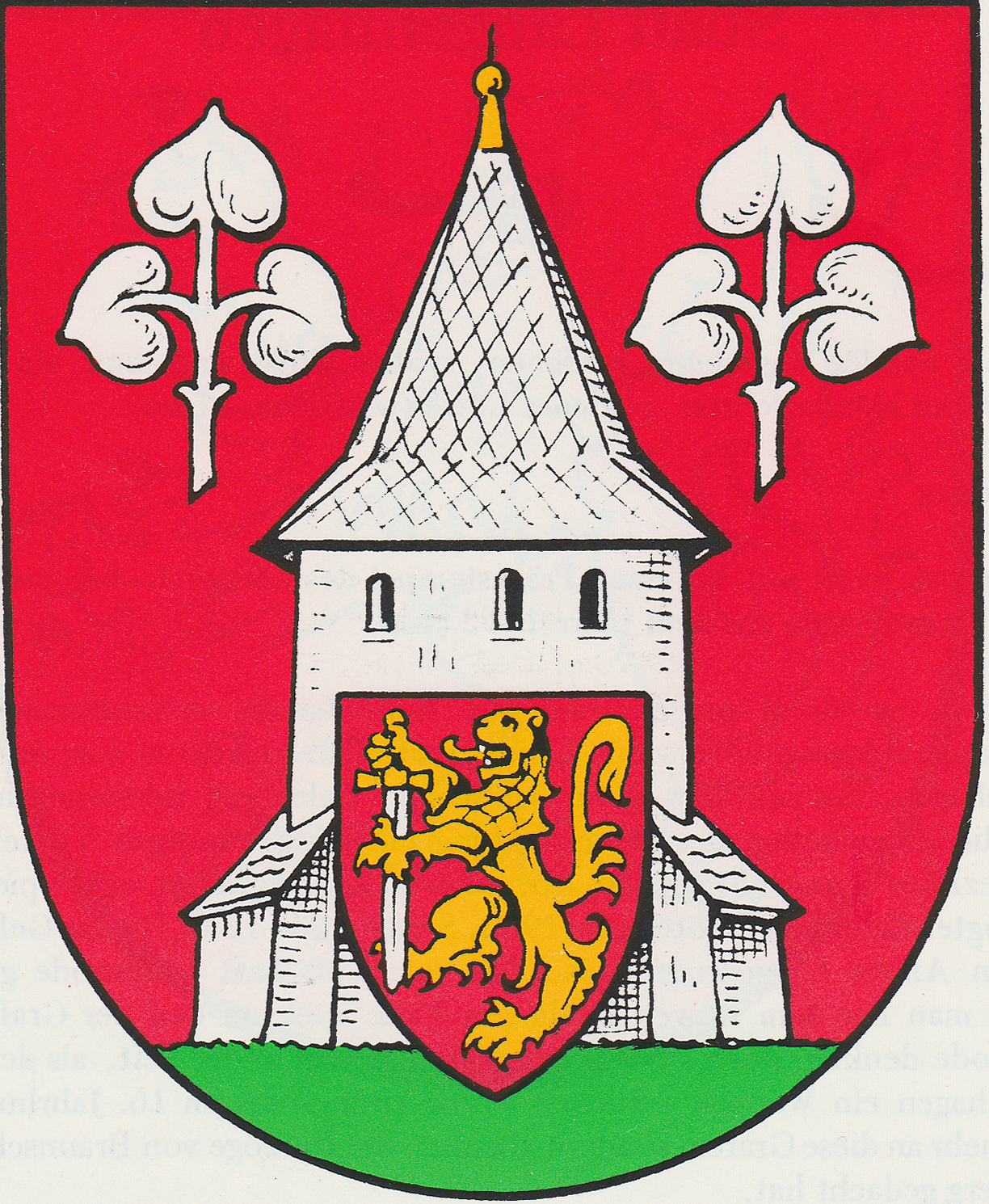
Engelbostel
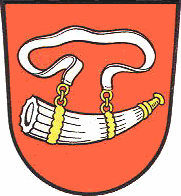
Godshorn
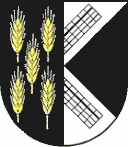
Kaltenweide
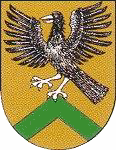
Krähenwinkel
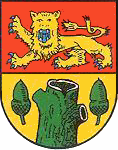
Schulenburg

### Ortsräte
Die Ortschaften der Stadt Langenhagen werden durch insgesamt 47 Ortsratsmitglieder in fünf Ortsräten vertreten. Seit der Kommunalwahl 2021 verteilen diese sich wie folgt:
| Ortsteile    | SPD | CDU | Grüne | AfD | FDP | WG | ∑  |
| ------------ | --- | --- | ----- | --- | --- | -- | -- |
| Engelbostel  | 3   | 4   | 1     | -   | -   | 1a | 9  |
| Godshorn     | 5   | 4   | 1     | 1   | -   | -  | 11 |
| Kaltenweide  | 4   | 3   | 1     | 1   | 1   | 1b | 11 |
| Krähenwinkel | 3   | 4   | 1     | -   | -   | 1b | 9  |
| Schulenburg  | 2   | 4   | 1     | -   | -   | -  | 7  |
| ∑            | 17  | 19  | 5     | 2   | 1   | 3  | 47 |

a Unabhängige Wähler Engelbostel, b Wählergemeinschaft – Alternative für Langenhagen

### Städtepartnerschaften
- Langenhagen unterhält Partnerschaften mit dem London Borough of Southwark in England, mit dem slowenischen Novo mesto sowie mit dem polnischen Glogau.

- Die Ortschaft Godshorn unterhält außerdem eine Partnerschaft mit Le Trait, Frankreich. Die Ortschaft Krähenwinkel unterhält eine Partnerschaft mit Stadl-Paura, Österreich.

- Freundschaftliche Beziehungen bestehen zu Joinville im Staat Santa Catarina, Brasilien und zur Stadt Rodewisch im Vogtland (Sachsen). Ein Freundschaftsvertrag wurde 2007 mit der Stadt Bijeljina in Bosnien-Herzegowina geschlossen.

## Kultur und Sehenswürdigkeiten

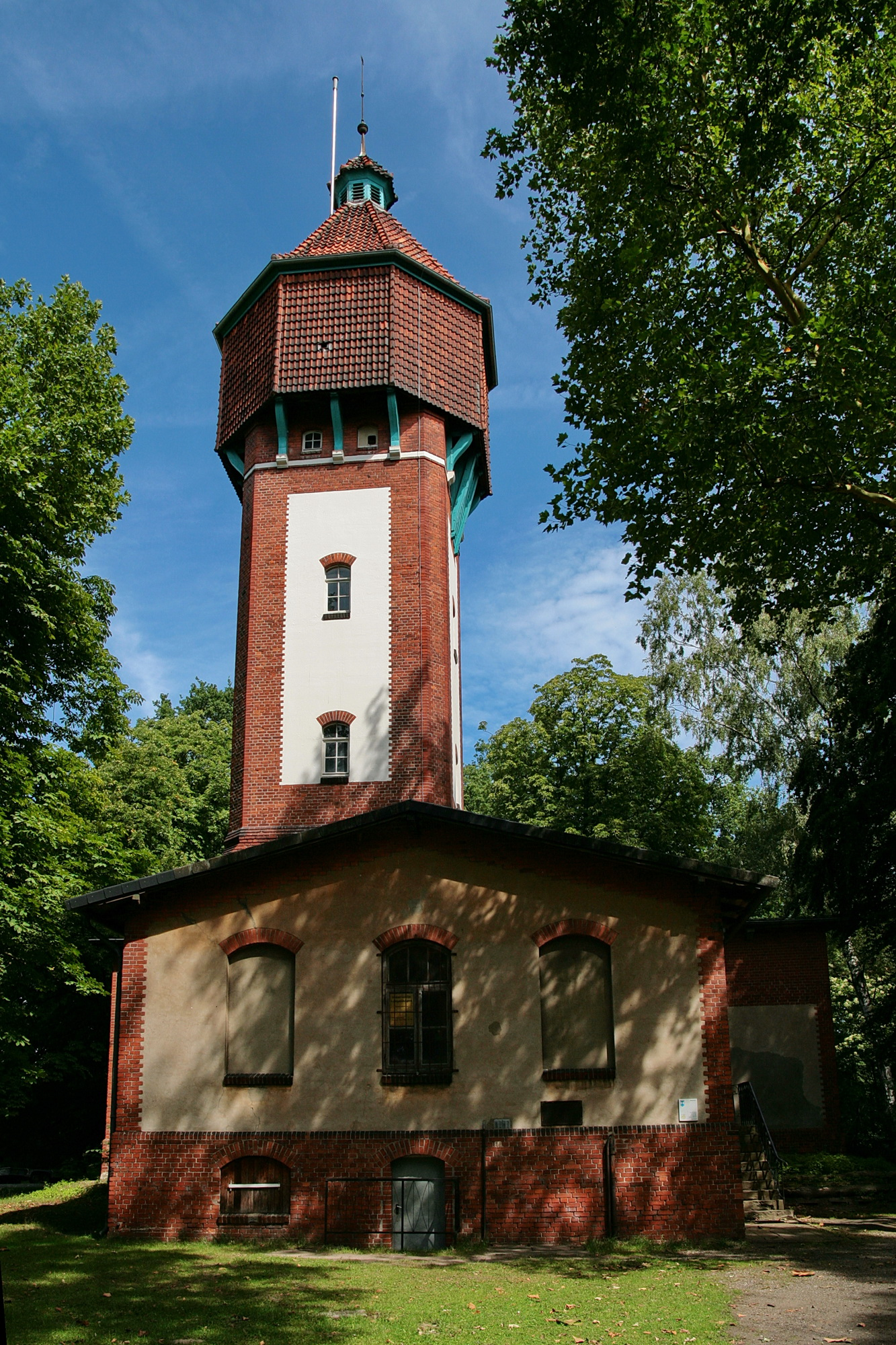
Wasserturm von 1905

### Bauwerke

#### Wasserturm
Im Stadtpark Langenhagen befindet sich der denkmalgeschützte Wasserturm von 1905, der früher die Gebäude des Alters- und Pflegeheimes Langenhagen mit Trinkwasser versorgte. Heute wird dieses Bauwerk von den ortsansässigen Naturschutzverbänden genutzt.

#### Rohdehaus
Das Rohdehaus im Stadtpark ist ein zweigeschossiges Fachwerkhaus, das unter Denkmalschutz steht. Bis 2013 war es Sitz des Stadtarchivs.

#### Kirchen

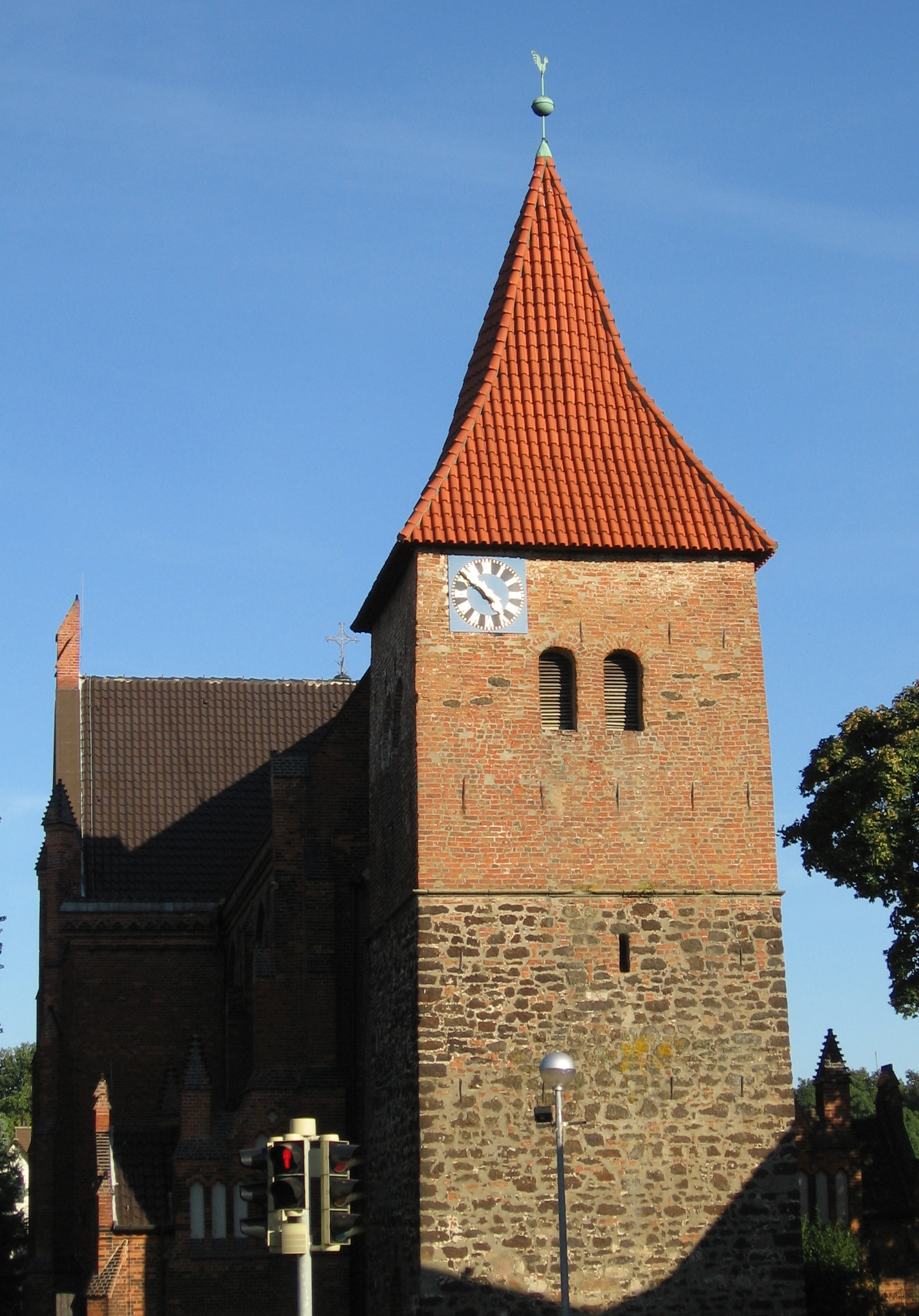
Westturm der Elisabethkirche

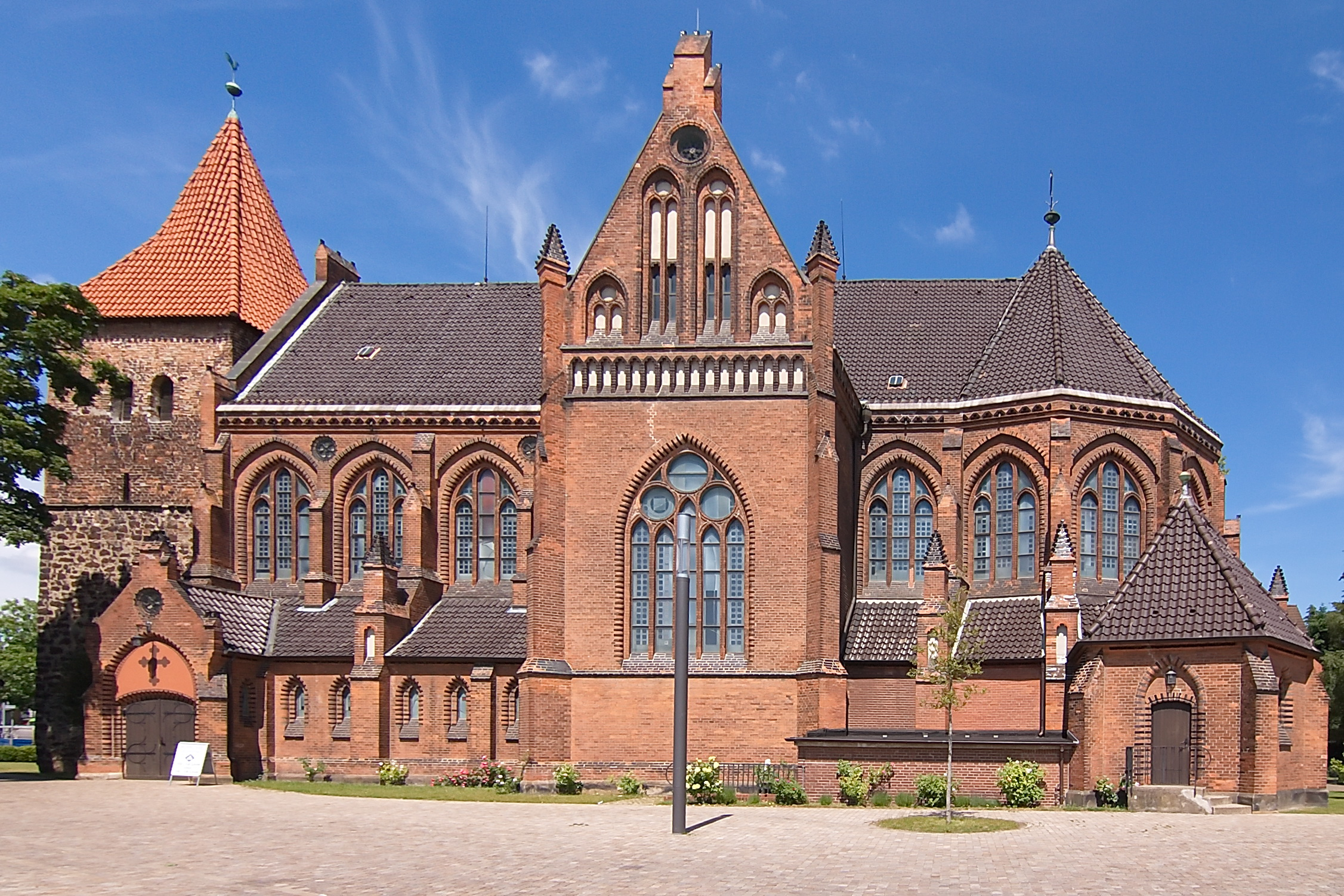
Elisabethkirche, Südansicht

Langenhagen ist Sitz des evangelisch-lutherischen Kirchenkreises Burgwedel-Langenhagen. Zu ihm gehört die Region Langenhagen mit den vier Kirchengemeinden in Langenhagen sowie den Kirchengemeinden Engelbostel/Schulenburg, Godshorn und Kaltenweide-Krähenwinkel. In der Ortschaft Langenhagen befindet sich am Kirchplatz die heutige Elisabethkirche, die nach der Herzogin Elisabeth von Calenberg benannt ist. Die Langenhagener Kirche wurde bei Bombenangriffen im Zweiten Weltkrieg zerstört, nach dem Krieg aber wieder aufgebaut und später in Elisabethkirche benannt. Ihr Kirchturm gilt mit einem Alter von mehr als 400 Jahren als ältestes Bauwerk Langenhagens. Der untere Teil ist mit Raseneisensteinen erbaut.
Moderne evangelische Kirchengebäude, die nach 1945 entstanden, sind die 1959–1961 erbaute Emmaus-Kirche am Sonnenweg (Wiesenau), deren Kirchturm von der Autobahn A 2 aus sichtbar ist. Sowie die St.-Pauluskirche von 1964/65 an der Hindenburgstraße (Langenforth) und die Eliakirche an der Konrad-Adenauer-Straße (Stadtmitte). In den anderen Stadtteilen befinden sich die historische Martinskirche (Engelbostel), die Kapelle „Zum Guten Hirten“ (Godshorn) von 1746 und die moderne Matthias-Claudius-Kirche (Krähenwinkel).
Für die nach dem Zweiten Weltkrieg angewachsene katholische Bevölkerung wurden 1951 die Liebfrauenkirche und 1973 die Zwölf-Apostel-Kirche gebaut. Beide Kirchen gehören heute zur Pfarrgemeinde Liebfrauen im Dekanat Hannover.
Die evangelisch-freikirchliche Josuagemeinde Langenhagen (Baptisten) verfügt über ein Gemeindehaus an der Godshorner Straße, und eine Neuapostolische Kirche befindet sich an der Veilchenstraße. Die denkmalgeschützte Kapelle Eichenpark, an der Stadtparkallee gelegen, wird seit 2001 für Kunstausstellungen genutzt.

### Musik
Von Bedeutung für Langenhagen sind die Musikschule Langenhagen sowie das Blasorchester der Stadt Langenhagen. Das Blasorchester der Stadt Langenhagen wurde 1958 gegründet; im Jahre 1974 erfolgte der Zusammenschluss mit dem städtischen Musikkorps der Feuerwehr Hannover zum Niedersächsischen Blasorchester. Unter der Leitung von Musikdirektor Ernst Müller (* 1939) ist das Langenhagener Blasorchester weltweit aufgetreten und hat Langenhagen bekannt gemacht. In Australien fand ein Auftritt auf den Stufen des Sydney Opera House statt. Im Jahr 2004 übernahm Kai Philipps die musikalische Leitung des Blasorchesters. Seit Anfang 2015 hat Harald Sandmann das Dirigat inne.

### Theater
Mit dem daunstärs verfügt Langenhagen über eine überregional bekannte Kleinkunst- und Comedybühne. Sie befindet sich im Mehr-Generationen-Haus in der Konrad-Adenauer-Straße 15, in dem unter anderem Projekte zur Vereinbarkeit von Familie und Beruf verwirklicht werden. Im Theatersaal der Leibniz-IGS (ehemals Robert-Koch-Realschule) an der Rathenaustraße finden die meisten Veranstaltungen des Kleinkunstfestivals Mimuse statt, bei dem Comedians und Artisten auftreten. Auch befindet sich hier eine Spielstätte des „Theater für Niedersachsen“.

### Kunst
Die Kunst im öffentlichen Raum in Langenhagen entwickelte sich bei fünf Bildhauersymposien in den 1980er Jahren sowie dem Wettbewerb 99 Standorte im Kontext der Expo 2000 in Hannover. Durch diese künstlerischen Ereignisse sind zahlreiche Kunstwerke im Stadtbild Langenhagens von zum Teil international oder national anerkannten Künstlern zu finden. Zwischen 1986 und 1990 entstand der Skulpturenpark Langenhagen mit 20 Großskulpturen in der Stadtmitte und insbesondere im Stadtpark Langenhagen. Er wurde durch den damaligen Kunstbeauftragten der Stadt Langenhagen, Christoph Rust, initiiert und umgesetzt. Am auffälligsten war das auf dem Marktplatz befindliche Gebundene Steinfeld der Künstlerin Ulla Nentwig. Die Findlinge, Stadt und Ortsteile symbolisierend, waren zwanzig Jahre lang bis 2008 durch Stahlseile verbunden. Für die Erweiterung des CCL wurden die Findlinge am 8. Mai 2009 vor den Platz am Utopia-Kino unter dem neuen Namen Verortung umgesetzt. Auf dem Marktplatz befindet sich jetzt noch der Quader von Reinhard Buxel als Ergebnis des II. Bildhauersymposiums 1987.
Auf die fünf Bildhauersymposien folgten unter Leitung des Kurators Kai Bauer von 1992 bis 1997 jährlich mehrere Performance-Kunstaktionen unter dem Titel vor ort; diese Reihe war richtungsweisend für die künstlerische Entwicklung der 1990er Jahre und stellte Langenhagen zuweilen in den Mittelpunkt der Beachtung. Bundesweit erregte eine Konzeptkunstaktion Aufmerksamkeit, die Yoko Ono 1994 exklusiv für Langenhagen entwickelte. Unter dem Titel A celebration of human being wurden hunderte Plakatflächen in der Stadt mit dem Schwarz-weiß-Motiv eines nackten Männerhinterteils versehen.
2000 gab es eine Skulpturenausstellung 99 Standpunkte zur EXPO 2000, durchgeführt von der Kulturstiftung Langenhagen e. V. In der Stadt verblieben sind die „multikulturelle Frauengruppe“ von Christel Lechner, die auf dem Vorplatz des Kinos an der Walsroder Straße steht, der Obelisk von Michael Deiml vor dem Schulzentrum Langenhagen, die Fußgängerskulptur von Till Hausmann seitlich des Utopia, die Stahlskulptur Plinth III von James Reineking und die Augenhand von Ren Rong auf dem Kaltenweider Platz.
Die bekanntesten Langenhagener Künstler sind der Bildhauer Wolf Glossner (1946–2016), der 1995 auch eine Edelstahl-Skulptur in der slowenischen Partnerstadt Novo Mesto errichtete und dessen Werke deutschlandweit in Skulpturenparks und bei Bildhauersymposien zu finden sind, und die Künstlerin Dagmar Schmidt, die für ihre Bodenskulptur „Grabungsstaedte“ im Jahre 2006 (als erste Frau) den renommierten mfi-Preis für Kunst am Bau erhalten hat.
Im Jahr 2000 wurde von dem Langenhagener Schriftsteller Klaus-Dieter Brunotte die Künstlergruppe KiL (Künstler in Langenhagen) initiiert. In dieser Gruppe geben Künstler aus der Stadt in unterschiedlicher Besetzung bibliophile Editionen aus den Bereichen Literatur und bildende Kunst heraus. Von überregionaler Bedeutung ist die in Krähenwinkel ansässige Galerie Depelmann, die an nationalen und internationalen Kunstmessen teilnimmt.
Der Kunstverein Langenhagen fördert zeitgenössische Kunst und gestaltet deren Vermittlung mit.

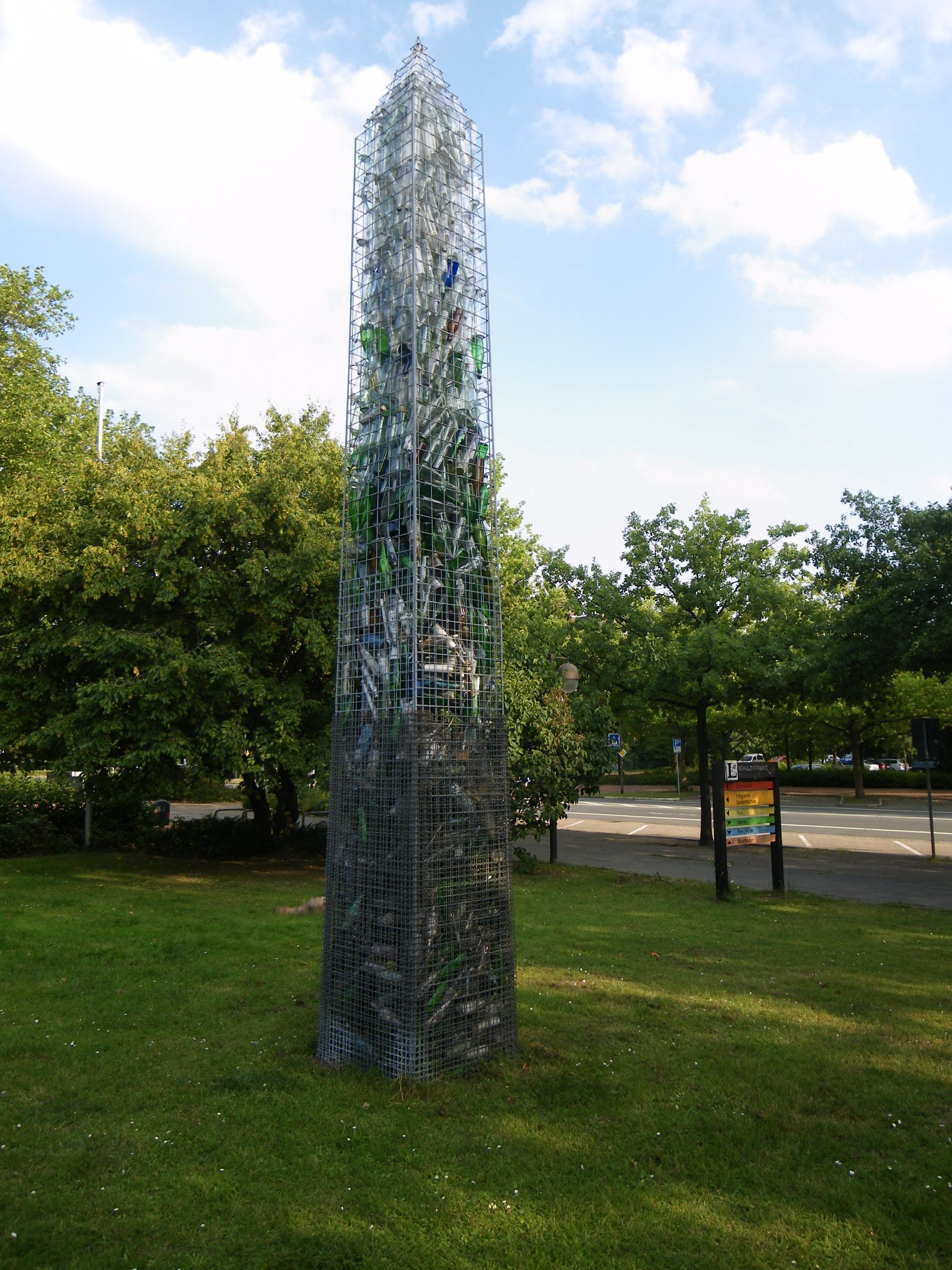
Obelisk von Michael Deiml, 2000
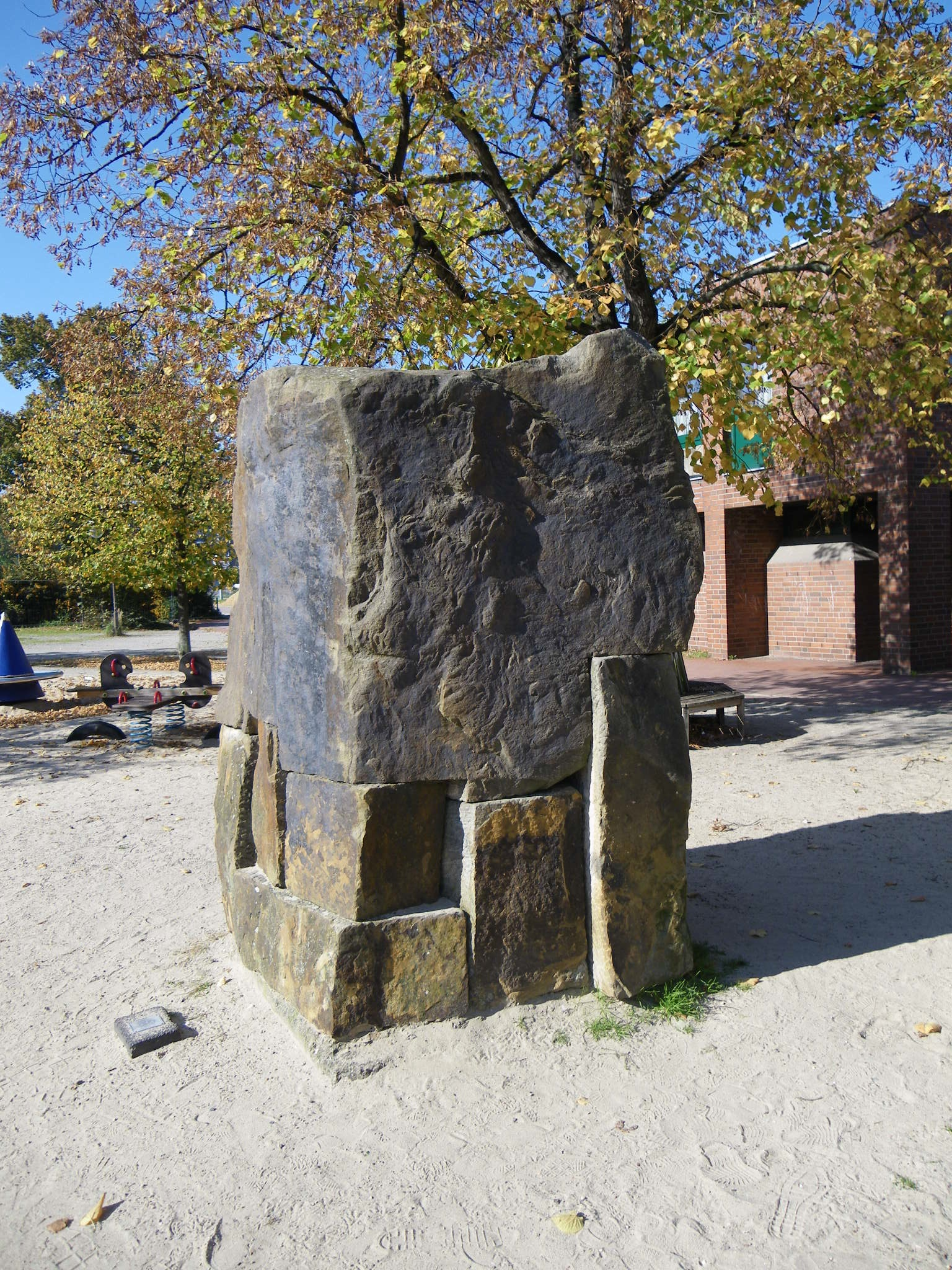
Quader von Reinhard Buxel, 1987
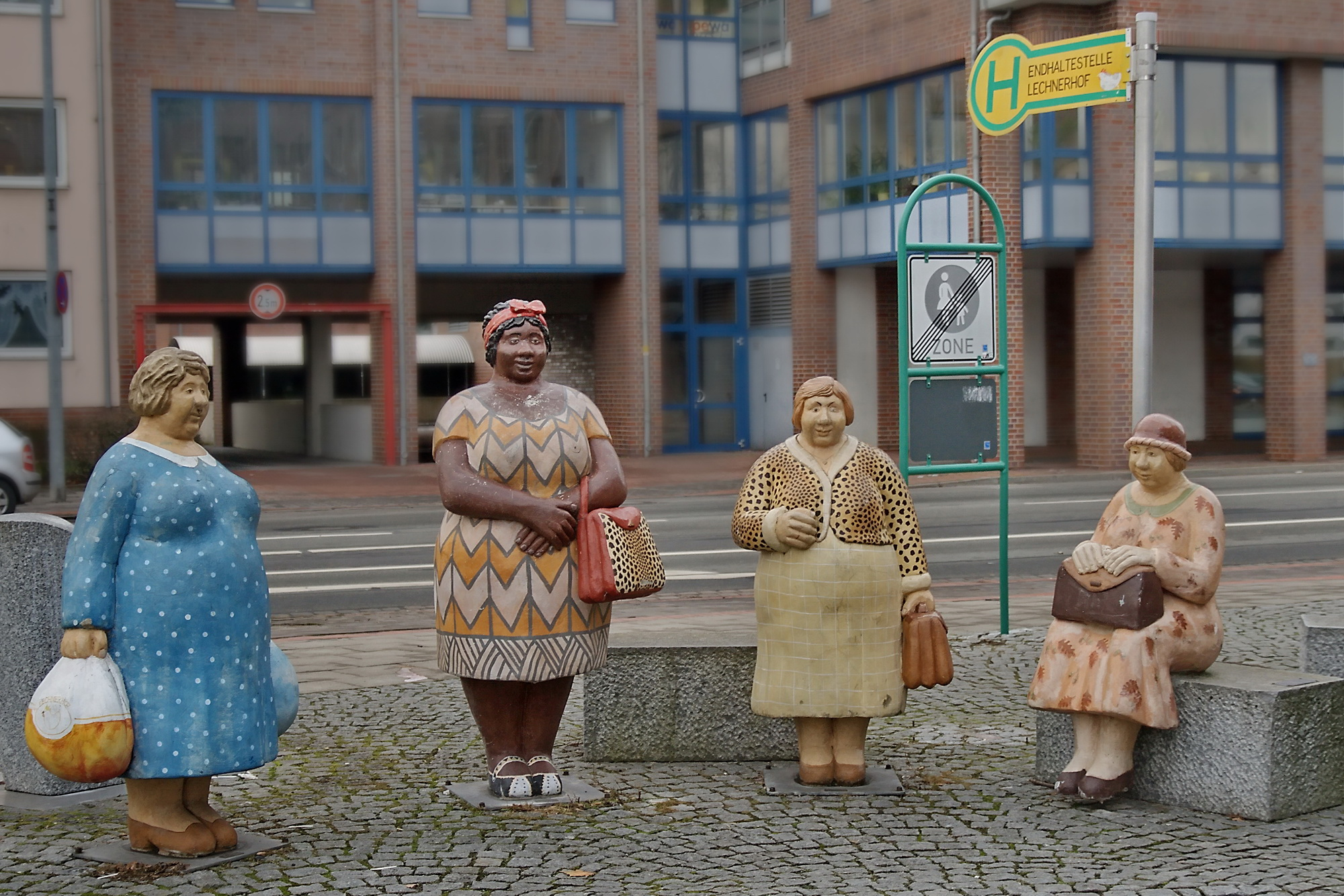
Aufbruch, Ausbruch, Durchbruch von Christel Lechner
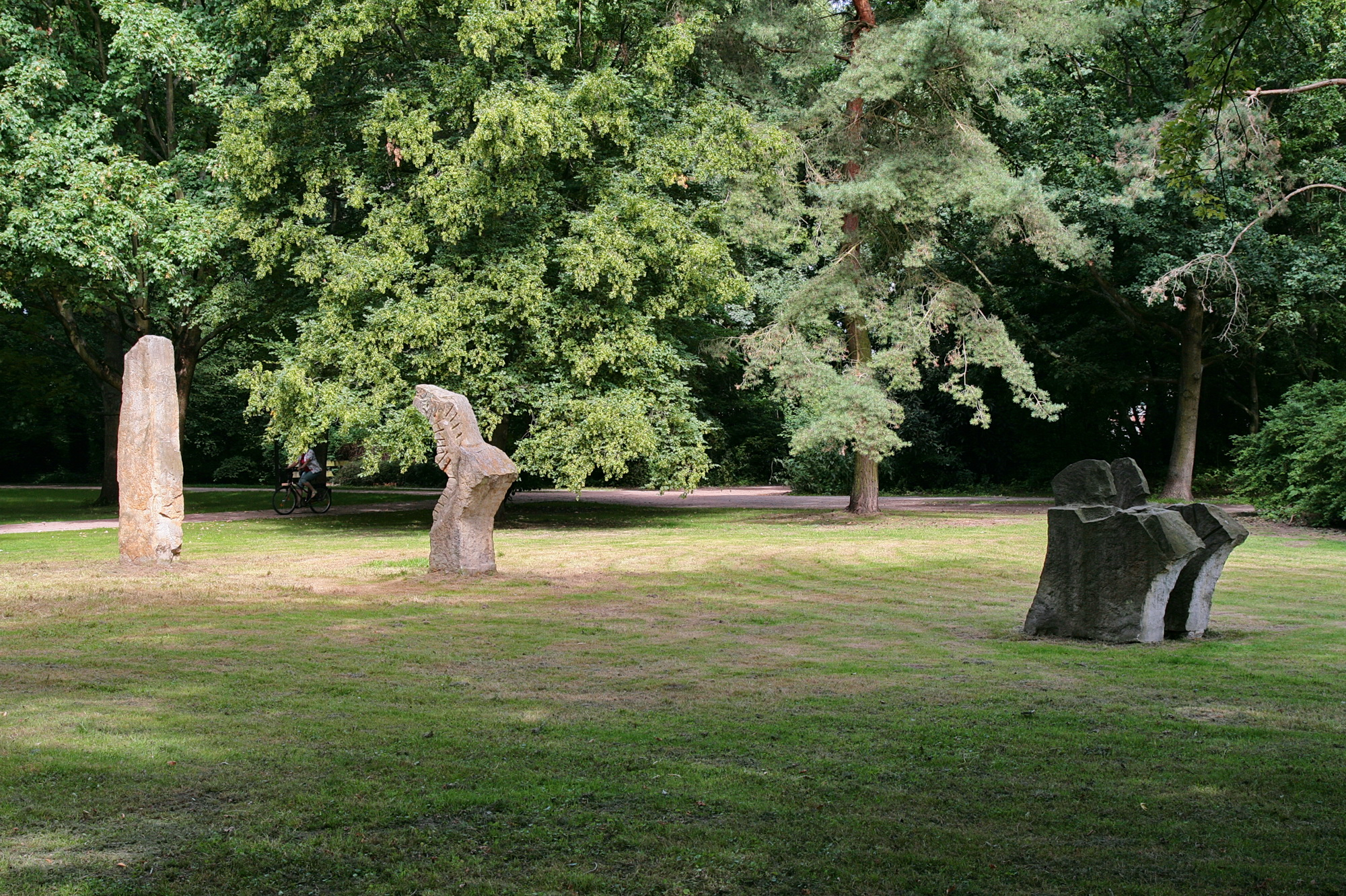
Werner Ratering, Studies of Human Being 1987
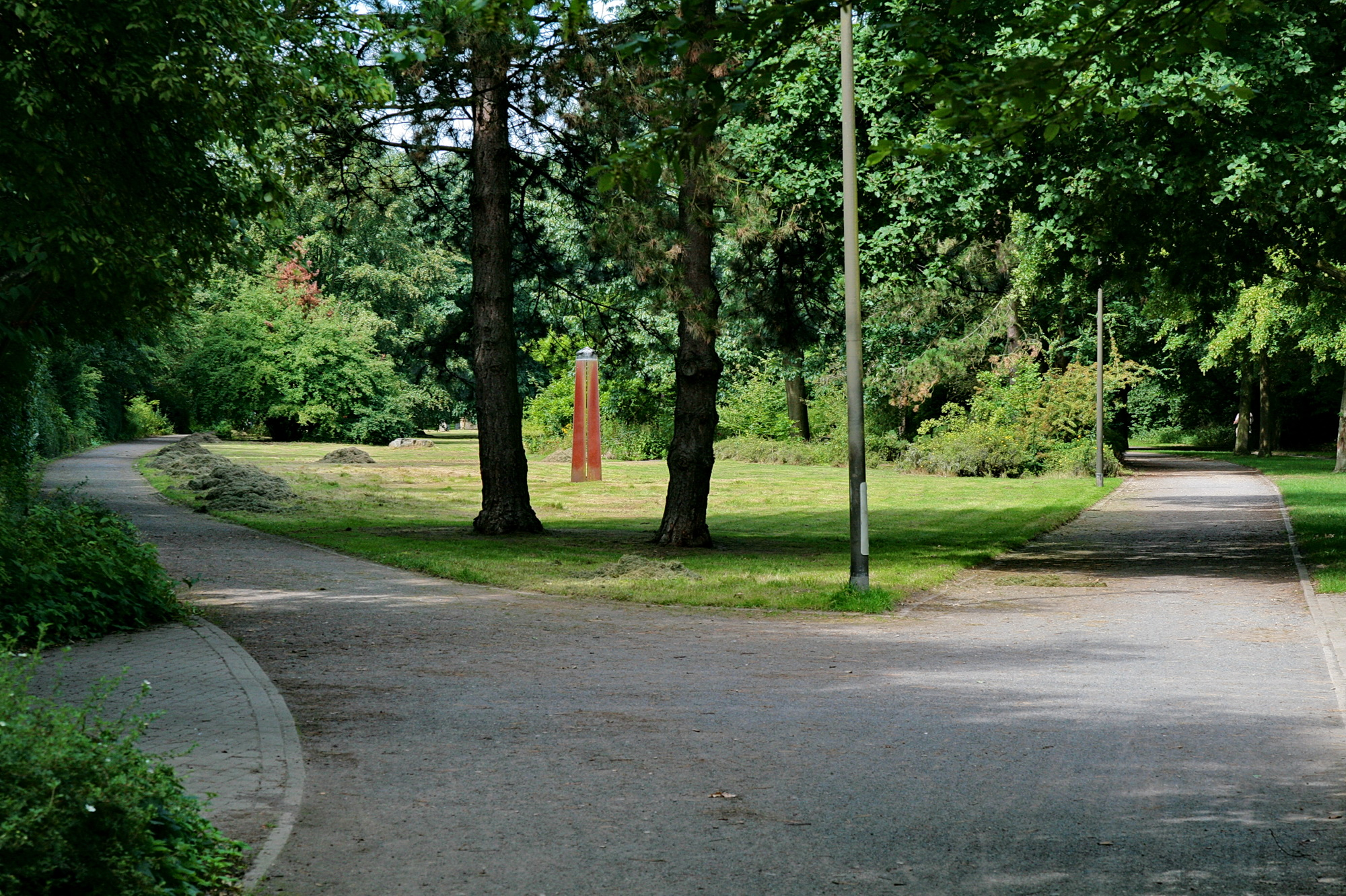
Blick auf Skulptur von Wolf Glossner im Stadtpark

### Sport

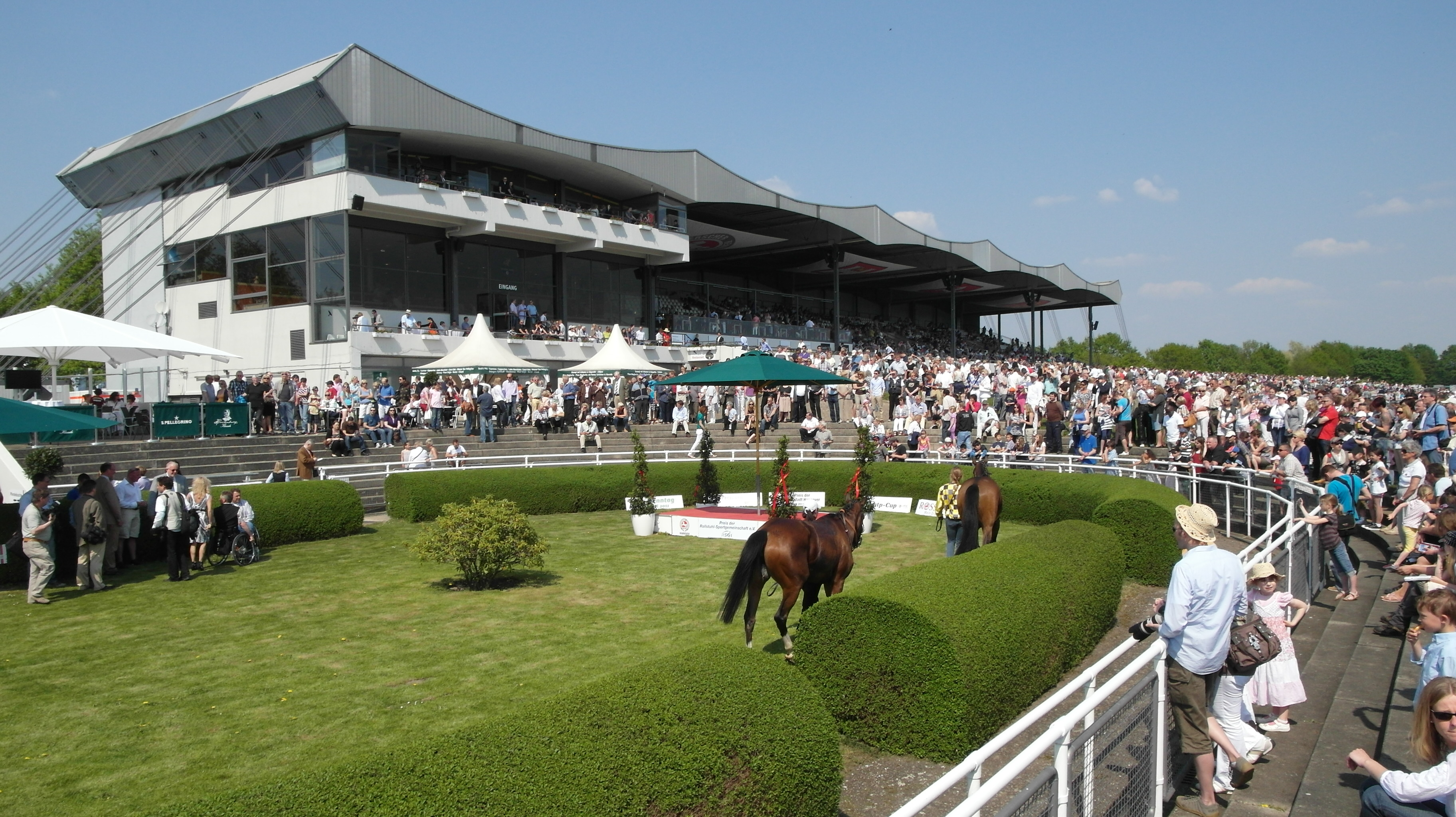
Galopprennbahn Neue Bult

In Langenhagen hat der Hannoversche Rennverein mit der Galopprennbahn Neue Bult seinen Sitz. Regelmäßig von Frühjahr bis Herbst finden Renntage statt. Die Stadt ist ein Zentrum des Polo-Sports. Im Ortsteil Maspe ist der Niedersächsische Polo-Club zuhause, der jährlich internationale Turniere veranstaltet. Der Verein für Vielseitigkeitsreiterei in Twenge lädt regelmäßig zu internationalen Turnieren im Vielseitigkeitsreiten ein.
In Langenhagen befindet sich eine von drei im deutschsprachigen Raum befindlichen offiziellen Speedmodellauto-Rennbahnen. Hier finden regelmäßig Rennen, zum Beispiel zur Austragung der deutschen Meisterschaft, statt.
Die deutsche Sledge-Eishockey-Nationalmannschaft trainierte im Langenhagener Eisstadion und führte hier internationale Turniere durch. Die Ice Lions Langenhagen spielten in der Deutschen Sledge-Eishockey Liga. Von 2013 bis 2017 trugen die Hannover Scorpions ihre Heimspiele in der Langenhagener Eissporthalle aus. Seit Mitte 2022 ist die Eishalle komplett zu einem Rettungszentrum mit Rettungswache der Johanniter-Unfallhilfe umgebaut.
2021 bewarb sich die Stadt als Host Town für die Gestaltung eines viertägigen Programms für eine internationale Delegation der Special Olympics World Summer Games 2023 in Berlin. 2022 wurde sie als Gastgeberin für Special Olympics Polen ausgewählt. Damit wurde sie Teil des größten kommunalen Inklusionsprojekts in der Geschichte der Bundesrepublik mit mehr als 200 Host Towns.

### Regelmäßige Veranstaltungen
- Jährliches kulturelles Highlight ist das Kleinkunst- und Theaterfestival Mimuse.
- Im Juli findet jährlich das dreitägige Stadtfest auf dem Marktplatz statt.
- Ebenfalls zweijährlich gibt es die Wirtschaftsschau auf dem Marktplatz.
- Im August feiert Langenhagen in jedem Jahr eines der größten Schützenfeste der Region.
- Drei öffentliche Feste jährlich führt die Interessengemeinschaft Walsroder Straße und Pferdemarkt (IWP) im Frühling, Sommer und Herbst an Langenhagens langer Hauptverkehrsader durch.
- Jedes Jahr im Sommer findet in Kaltenweide das große Stadtteilfest der Interessengemeinschaft Weiherfeld-Kaltenweide (IWK) statt.
- Die kulinarisch-kulturelle Radtour „FahrKulTour“, initiiert vom EU-Projekt PFERDEstärken Langenhagen gibt es jährlich im Mai und September.
- „Cultour & Co. e. V.“ veranstaltet alljährlich sonntags von 11.00 bis 14.00 Uhr in den Monaten Juli und August, im Rathausinnenhof unter dem Motto „umsonst & draußen“, die seit Jahrzehnten stattfindenden JazzMatinees.[25]
- Seit 2013 veranstaltet das EU-Projekt PFERDEstärken Langenhagen jährlich die KriminaLa – Norddeutschlands größte Krimifestspiele, bei denen die Gäste eine Woche lang einen Fall lösen können.
- Jährlich organisiert der Radsport-Club Blau-Gelb Langenhagen von 1927 e. V. das HAJ Volksradfahren rund um den Flughafen Hannover: Im Herbst 2021 findet es zum 50. Mal statt.

## Wirtschaft und Infrastruktur

### Unternehmen
Das heutige Stadtzentrum erstreckt sich vom Osten mit Rathaus, Stadtbibliothek, City Center Langenhagen (CCL), Wochenmarkt (dienstags und samstags, jeweils vormittags), der Kleinkunstbühne „daunstärs“ und Polizei nach Norden, entlang der Walsroder Straße, mit der Musikschule, dem Kunstverein, der evangelischen Elisabethkirche, der Volkshochschule, Banken, Dienstleistern und Einzelhandel. Es entstand erst Ende der 1970er Jahre und 1982 mit der Eröffnung des Einkaufszentrums City Center Langenhagen, das 1990 um die Europa-Markthalle, den gastronomischen „Bauch Langenhagens“, ergänzt wurde. Durch die Erweiterung des CCL im März 2012 verfügt das Einkaufszentrum über eine Verkaufsfläche von nahezu 30.000 m².

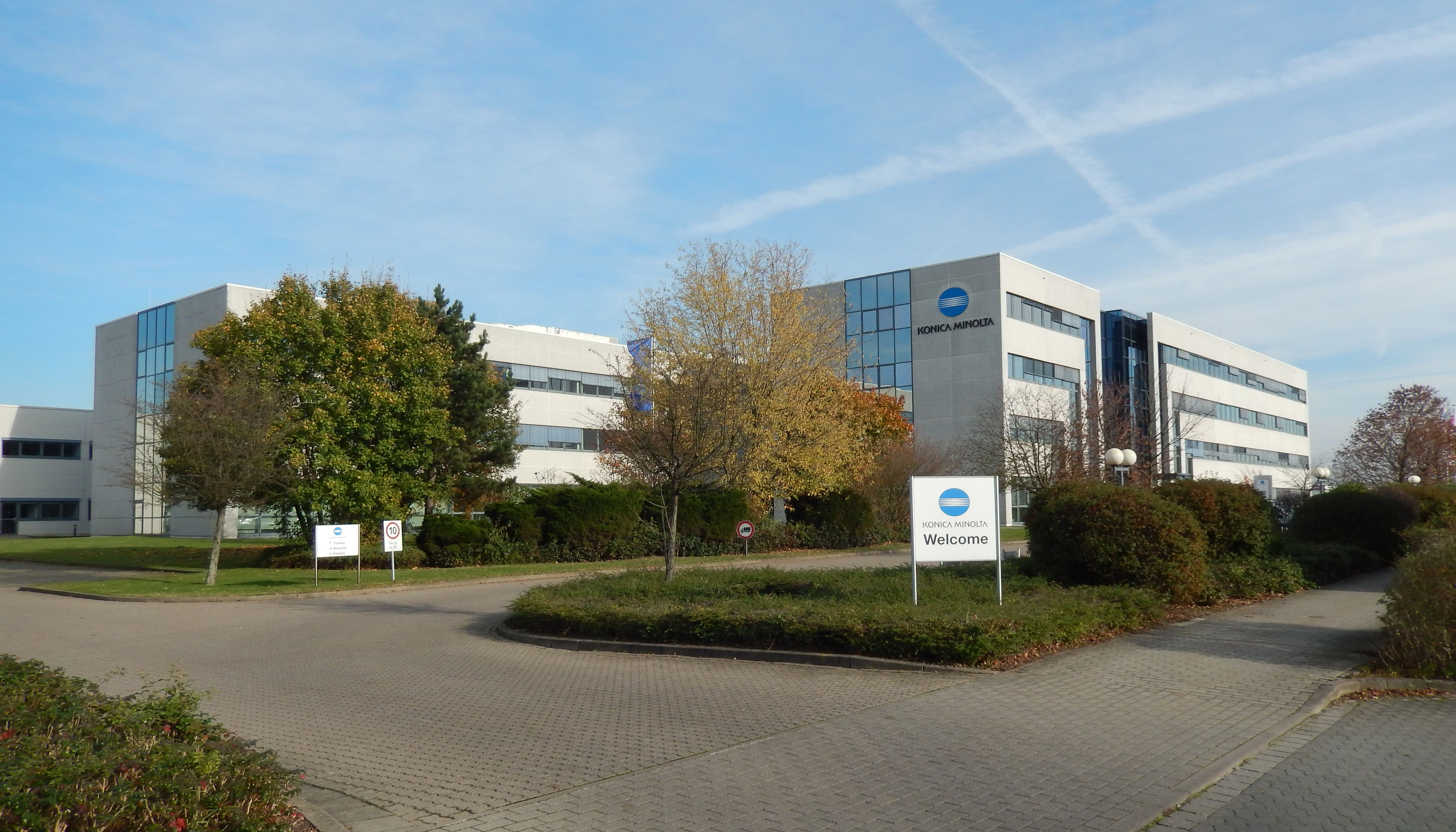
Konica Minolta Langenhagen

In der Umgebung des Flughafens Hannover existieren vier große Gewerbeparks mit Gewerbe- und Industriebetrieben, unter anderem Geodis Deutschland, Schenker Deutschland AG, Bahlsen, Reemtsma-Zigarettenfabrik, Dachser Logistik, Konica Minolta, Expert SE und MTU Maintenance Hannover. Die Firma ist eigenen Angaben zufolge das weltweit führende Unternehmen bei der Instandhaltung von kommerziellen Flugzeugantrieben. Hermes Europe hat in Langenhagen ein neues Distributionszentrum errichtet. Grundsteinlegung war im Januar 2010. Der neue HUB soll als Umschlagplatz für alle von Hermes transportierten Güter im norddeutschen Raum fungieren. Die NürnbergMesse übernahm im Jahr 2010 50 % der Gesellschaftsanteile an dem seit 1950 in Langenhagen ansässigen Messebau-Unternehmen Holtmann Messe und Event. Außerdem ist südlich des Flughafengeländes auch die „Brandboxx“ (ehemals „Mode-Centrum“) mit über 400 international tätigen Markenagenturen und Händlern ansässig. Ausgeprägt ist die Dichte von Handelsvertretungen und deutschen Niederlassungen internationaler Unternehmen.
Am 17. August 1982 begann PolyGram (später Universal, heute EDC) in Langenhagen mit der weltweit ersten industriellen Produktion von CDs. 1996 startete dort auch die DVD-Fertigung. Seit Februar 2017 ist das Werk jedoch geschlossen.
Von 1996 bis 2010 hatte die Steinbruchs-Berufsgenossenschaft in Langenhagen ihren Hauptsitz. Zum 1. Januar 2010 verschmolz sie mit anderen Berufsgenossenschaften zur Berufsgenossenschaft Rohstoffe und chemische Industrie.
Seit 1980 hat auch ThyssenKrupp EGM (EntwicklungsGesellschaft für Montagetechnik), ein Tochterunternehmen der ThyssenKrupp Krause GmbH, hier ihren Hauptsitz. Das Unternehmen betätigt sich hauptsächlich im Sondermaschinenbau, speziell in der Mess- und Prüftechnik.
Am Ostrand des Stadtgebiets befindet sich die Paracelsus-Klinik am Silbersee, ein Akutkrankenhaus mit 111 Betten. Hier werden jährlich etwa 9.000 Menschen behandelt. Ein besonderer medizinischer Schwerpunkt liegt im Bereich der Endoprothetik. Die Geburts-Station wurde zum 30. Juni 2013 geschlossen.
„Der Wirtschaftsklub“ wurde in Langenhagen 1996 als Wirtschaftsklub Langenhagen gegründet. Gründungsvorsitzender war Claus Holtmann (1996–2005, sowie 2009–2013), ihm folgte Olaf Krause (2005–2009). Derzeitiger Vorsitzender ist Uwe Haster. Die aus dem Wirtschaftsklub heraus initiierte Wir helfen! Stiftung unterstützt seit 2006 als Wirtschafts- und Bürgerstiftung soziale und kulturelle Projekte und setzt die Arbeit des Wir helfen! e. V. (Gründung 1997) fort. 2015 erfolgte eine Umbenennung in Bürgerstiftung Langenhagen. Als Präsident fungiert seit Gründung Claus Holtmann. In den folgenden Jahren wurden bereits 3 Unterstiftungen und ein Sonderfonds gegründet (Sonja-Vorwerk-Gerth-Stiftung, Stiftung Sternenkinder, Löwenstiftung, Sonderfonds Jugend inTakt).
Im Ortsteil Krähenwinkel befindet sich das Tierheim mit dem Sitz des Tierschutzvereins Hannover und Umgebung.

### Verkehr

#### Flugverkehr
In Langenhagen befindet sich der 1952 eröffnete Flughafen Hannover, der ein dominierender ökonomischer Faktor der Stadt ist. Er wurde mit einem unterirdischen Bahnhof an die S-Bahn Hannover angeschlossen. Die S-Bahn dient unter anderem als Zubringer für Gäste der Hannover-Messe und andere internationale Leitmessen (beispielsweise Domotex, Biotechnica, EuroBLECH) zum hannoverschen Messegelände. Das Erlebnisareal „Welt der Luftfahrt“ am Flughafen zeigt unter anderem den Nachbau des „Jatho-Fliegers“, der den Beweis antreten sollte, dass dem einheimischen Luftfahrtpionier Karl Jatho bereits vor den Brüdern Wright ein Flug gelingen konnte. Der Beweis konnte wegen Terminschwierigkeiten bisher nicht erbracht werden.

#### Kfz-Fernverkehr
Die Bundesautobahn A 2 verläuft unmittelbar südlich an Langenhagen entlang. Sie ist über die Anschlussstellen Langenhagen-Mitte und Langenhagen-Ost zu erreichen. Die A 352 führt vom Autobahndreieck Hannover-West bis zum nördlichen Punkt des Gemeindegebietes in Kaltenweide quer durch Langenhagen und ist über die Anschlussstellen Hannover-Flughafen, Langenhagen-Engelbostel, sowie Langenhagen-Kaltenweide zu erreichen. Die B 522 geht von der A 2 am Berliner Platz durch Langenhagen zum Flughafen Hannover.

#### Öffentlicher Verkehr

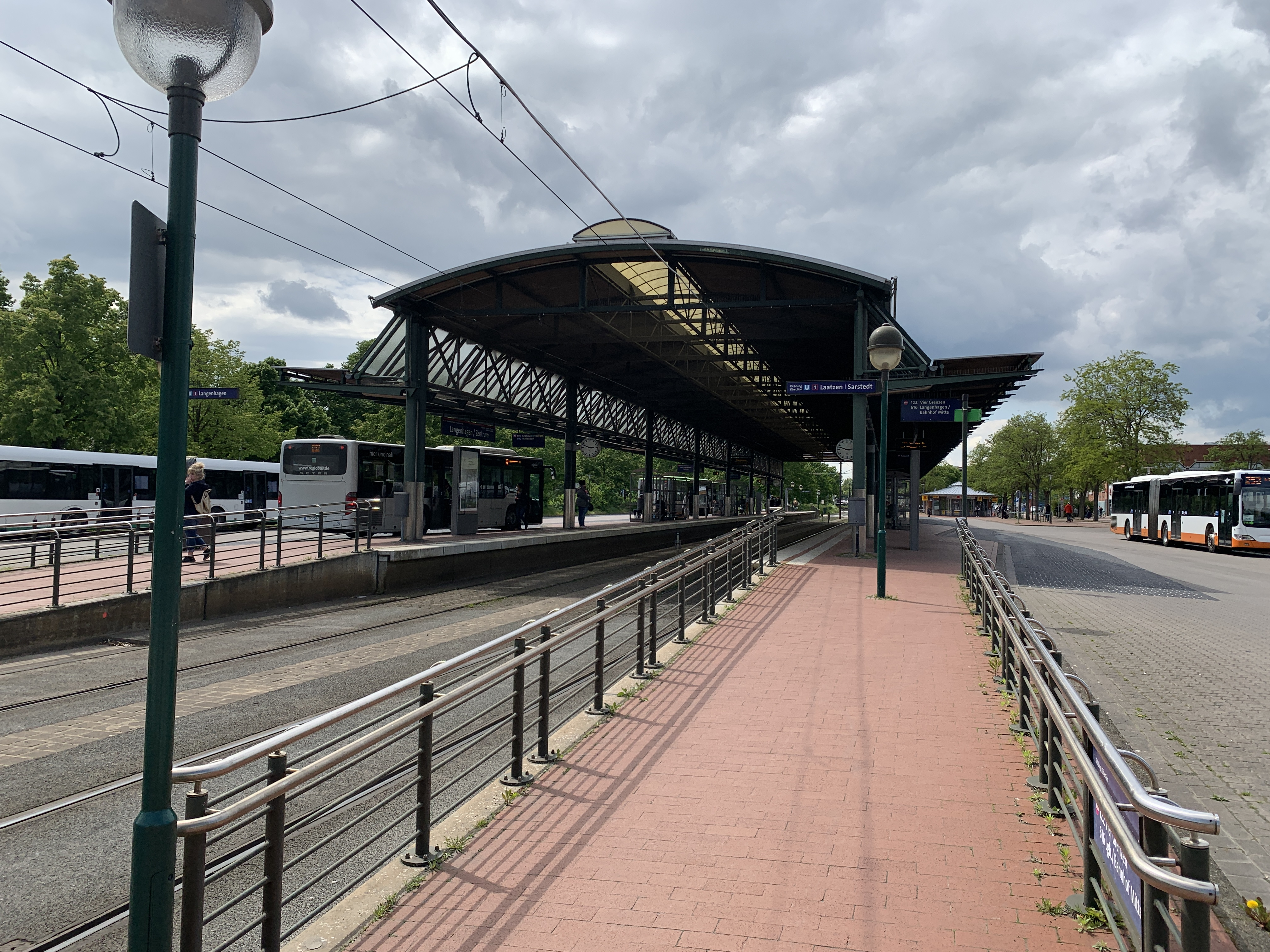
Stadtbahnstation Langenhagen Zentrum

Langenhagen liegt im Einzugsbereich von S-Bahn und Stadtbahn Hannover. Schon von 1900 bis 1937 führten die Linien 19 und 29 der Straßenbahn Hannover bis nach Langenhagen hinein, die 1937 nördlich der Autobahn durch den Oberleitungsbus Hannover ersetzt wurde. Ab 1958 wurden für den öffentlichen Nahverkehr in Langenhagen Dieselbusse eingesetzt. Die aus Hannover kommende Straßenbahn endete für rund 50 Jahre an der Endhaltestelle Berliner Platz. 1991 wurde der Streckenabschnitt bis zum Langenforther Platz wiedereröffnet und die Strecke von dort nach Osten in das neue Stadtzentrum Langenhagens fortgeführt. Sie wird von der Linie 1 der Stadtbahn Hannover befahren.
| Linie | Verlauf | Takt |
| ----- | --- | --- |
| 1     | Langenhagen – Berliner Platz – Büttnerstraße – Niedersachsenring – Hauptbahnhof – Kröpcke – Aegidientorplatz – Altenbekener Damm – Peiner Straße – Bothmerstraße – Laatzen/Eichstraße (Bahnhof) – Laatzen/Zentrum – Laatzen – Rethen/Pattenser Straße – Gleidingen – Heisede – Sarstedt | 10 min (Langenh.–Laatzen werktags) 15 min (Langenh.–Laatzen sonn-/feiertags) 20 min (Laatzen–Sarstedt werktags) 30 min (Laatzen–Sarstedt sonn-/feiertags) |

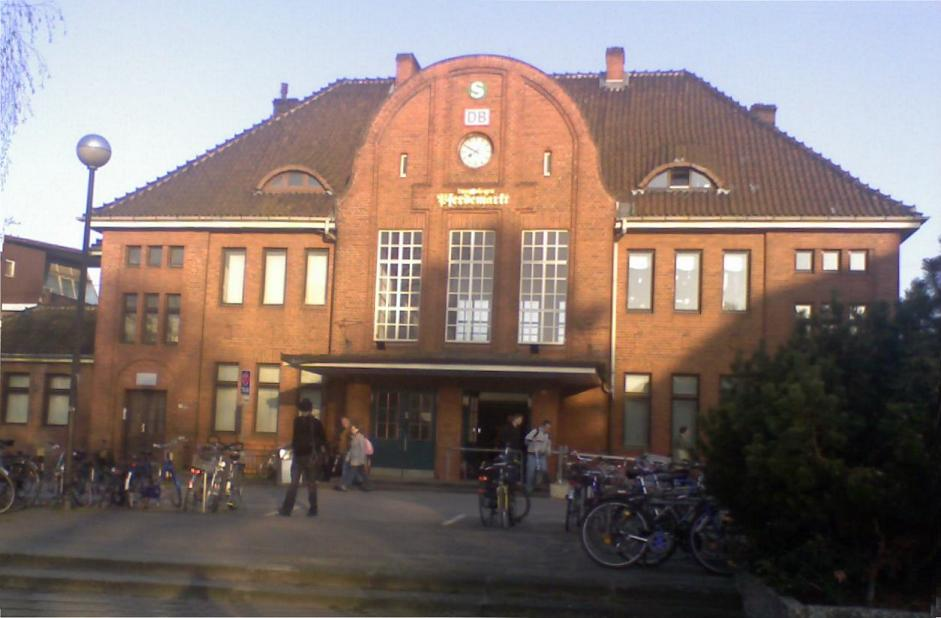
S-Bahnhof Langenhagen-Pferdemarkt

Langenhagen hat im Westen der Kernstadt den Haltepunkt Langenhagen Mitte an der Bahnstrecke Hannover–Celle und der Bahnstrecke Hannover–Bremervörde, der von der S-Bahn, der metronom Eisenbahngesellschaft und seit Dezember 2011 von regelmäßigen Fahrten der Linie Hannover–Soltau–Buchholz bedient wird. Außerdem halten vereinzelt ICE- und IC-Zügen zwischen Hamburg und Hannover. Die S-Bahn-Linien halten zudem an den Stationen Pferdemarkt (S 4, S 5), Flughafen (S 5) und Kaltenweide (S 4). Die innerstädtische Erschließung erfolgt darüber hinaus über teils in die Nachbargemeinden fahrende Busverbindungen.

#### Radverkehr

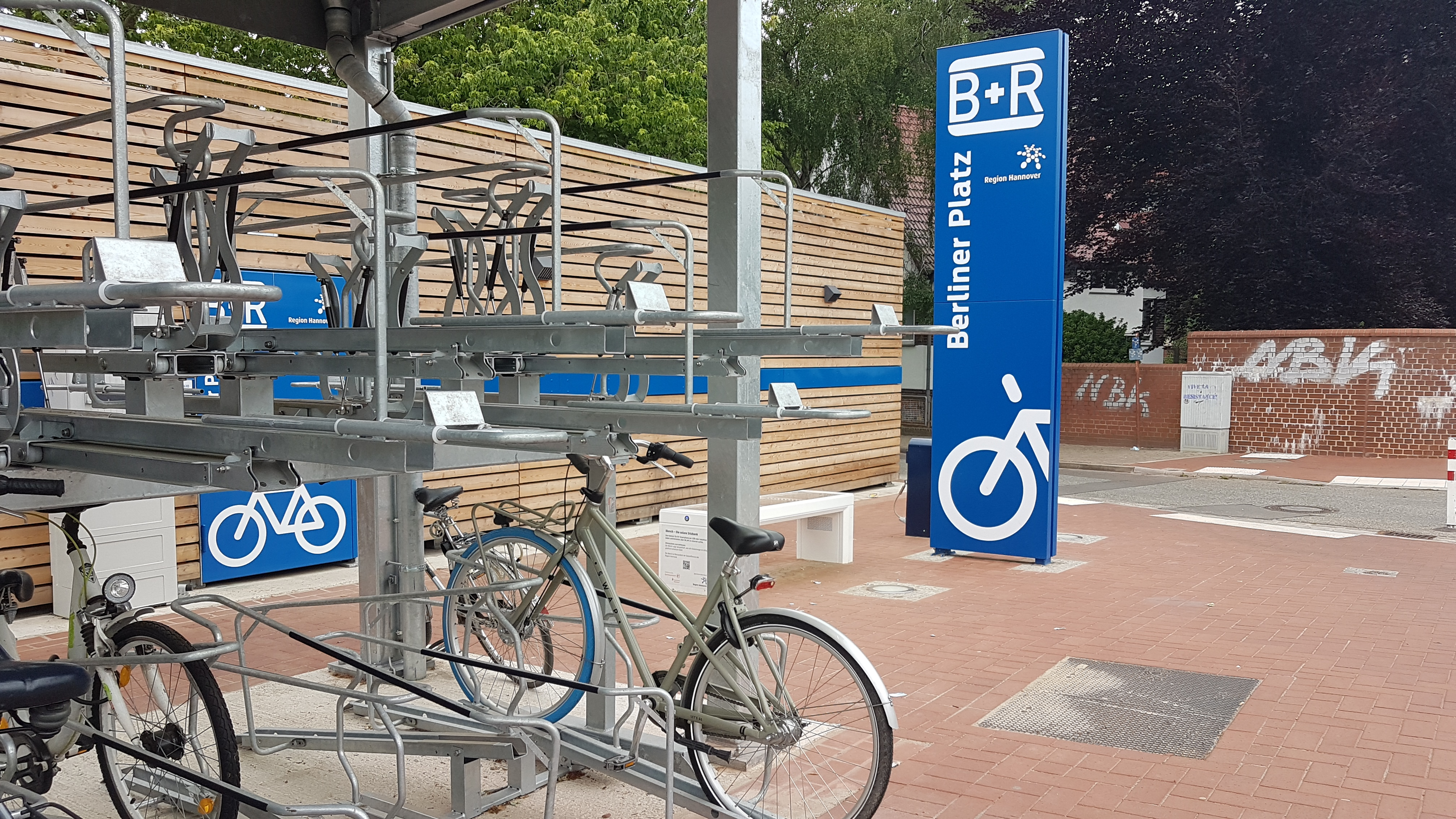
B+R-Fahrrad-Abstellanlage am Berliner Platz

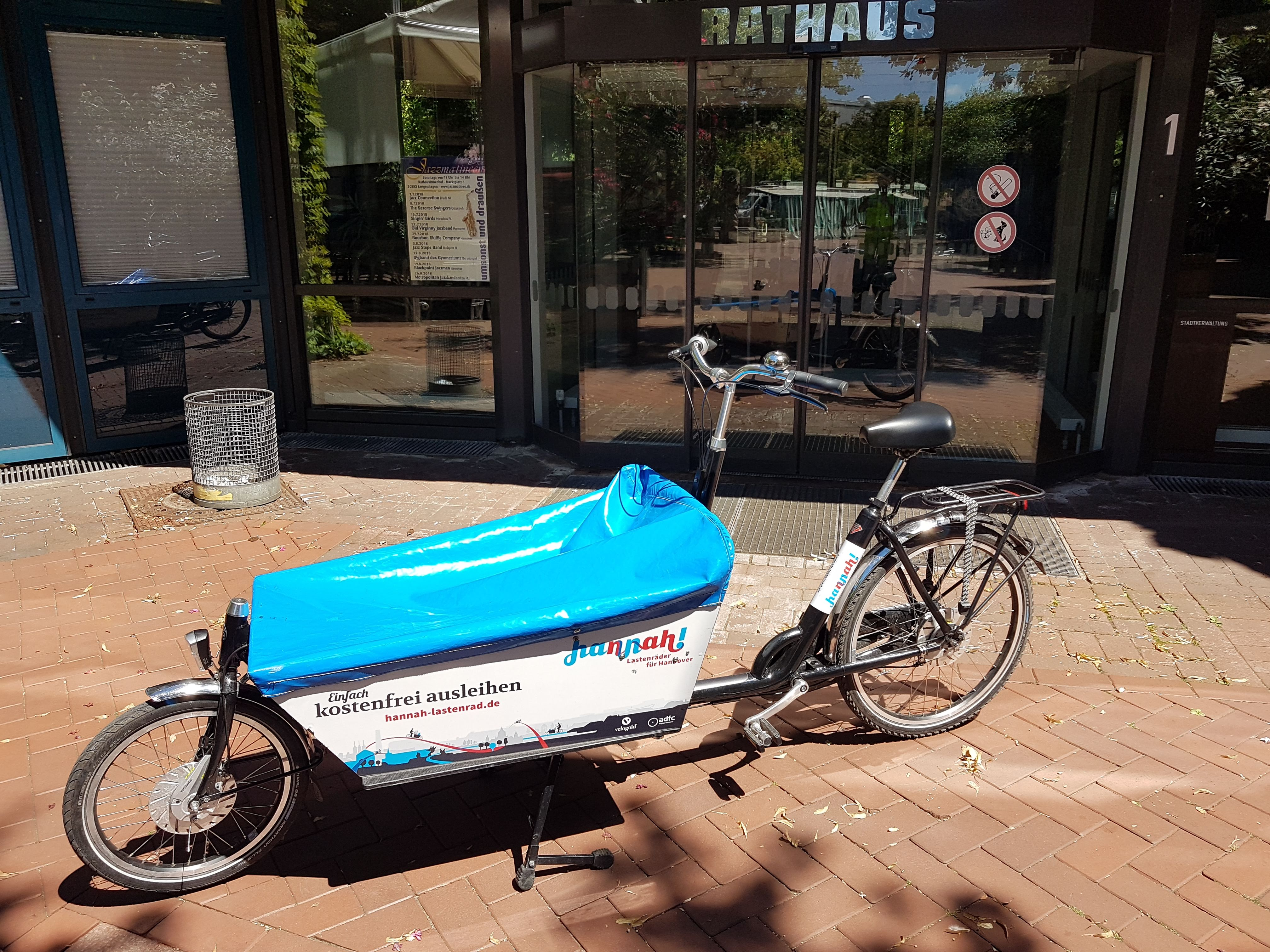
Hannah-Lastenrad, stationiert am Rathaus Langenhagen

Der Anteil des Radverkehrs am Verkehrsaufkommen wird mit 15 % in der Kernstadt bzw. mit 5 bis 10 % zwischen der Kernstadt und den fünf Ortsteilen angegeben.
In Langenhagen gibt es seit 2014 eine 2,3 km lange Fahrradstraße: Sie wurde Anfang 2023 für den Durchgangsverkehr von Kfz aller Art gesperrt (Ausschilderung „Anlieger frei“), wodurch erstmals ein Mehrwert für Radfahrende erreicht wurde, zumal gleichzeitig ein (polizeilich oft kontrolliertes) Überholverbot für Zweiräder mittels Verkehrszeichen 277.1 eingerichtet wurde.
Eine B+R-Anlage (Bike+Ride) bietet seit dem Jahr 2020 120 Fahrrad-Abstellplätze im offenen und 60 im geschlossenen Bereich, eine zweite Anlage wurde 2022 am Bahnhof Langenhagen Mitte fertiggestellt.
Die Anzahl der Verkehrsunfälle mit Körperschädigung unter Beteiligung Radfahrender lag bereits im Jahr 2021 um 27,5 % über dem bundesweiten Durchschnitt. Innerhalb einer Jahresfrist (von 2021 auf 2022) stieg die Anzahl der Verkehrsunfälle mit körpergeschädigten Radfahrenden weiter um 55 % (Vergleichszahl Region Hannover: lediglich + 7,9 %).
Langenhagen erreichte beim Fahrradklimatest 2022 des Fahrrad-Club ADFC e. V. die Gesamtbewertung 3,9 und fiel damit kräftig auf Rang 8 von 12 niedersächsischen Kommunen der gleichen Ortsgrößenklasse zurück (beim Test davor noch Platz 3 von 12).
Die Ortsgruppe Langenhagen im Fahrrad-Club ADFC Region Hannover e. V. vertritt die Interessen der Radfahrenden in Langenhagen.

### Bildungseinrichtungen

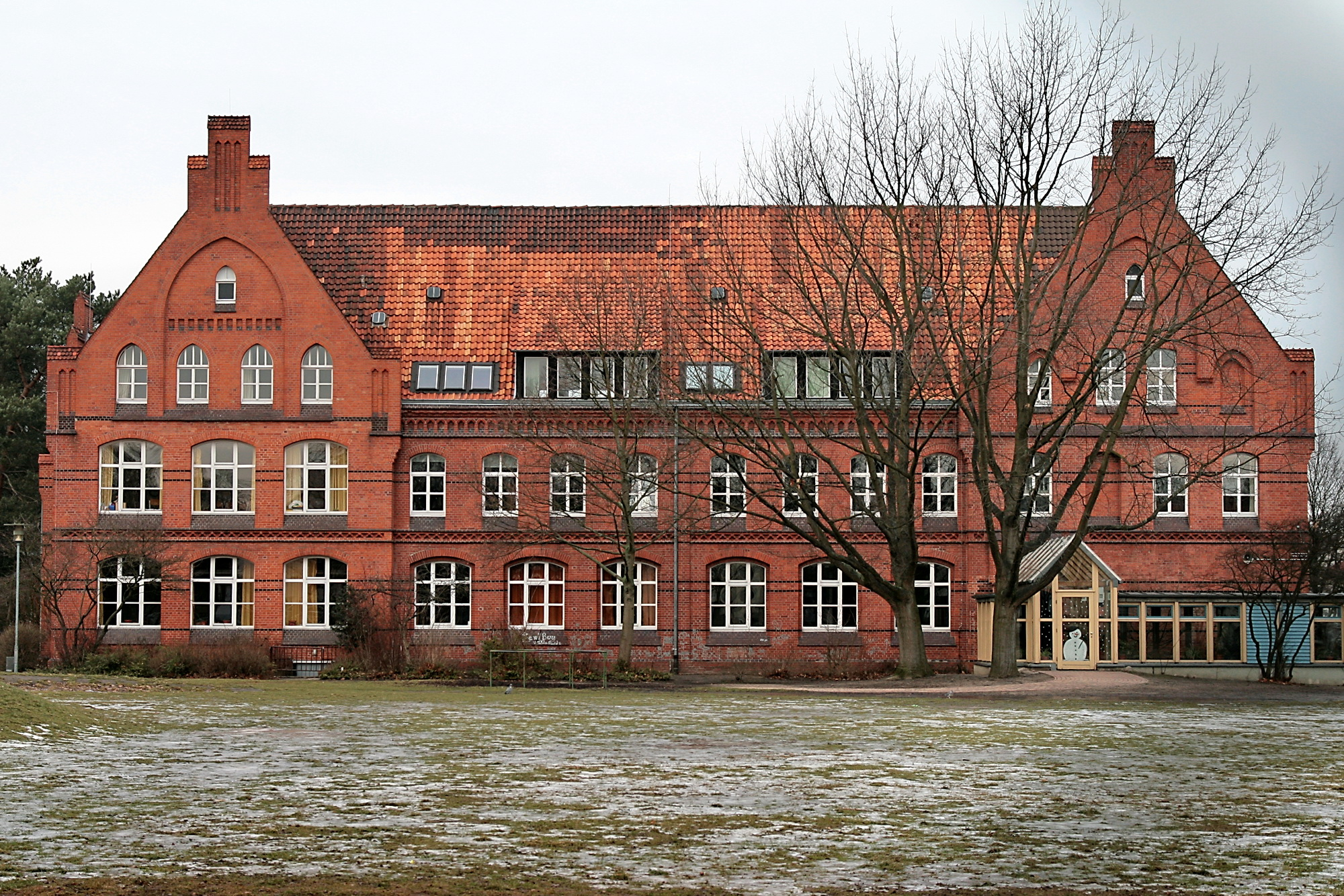
Hermann-Löns-Schule

In der Kernstadt bestehen vier öffentliche Grundschulen, in den Ortsteilen gibt es außer in Schulenburg je eine Grundschule. In der Sekundarstufe I bestehen eine IGS in den Räumen der ehemaligen Haupt- und Realschule als Ganztagsschule (ex Brinker Schule, jetzt IGS-Süd), die Leibniz-IGS (ehemals Robert-Koch-Realschule) sowie als Förderschulen die Pestalozzischule mit dem Förderschwerpunkt Lernen und die Gutzmannschule mit dem Förderschwerpunkt Sprache. Zum Schulzentrum gegenüber dem Rathaus gehörten das Gymnasium Langenhagen (1966 gegründet und seit Sommer 2013 offene Ganztagsschule) sowie die Integrierte Gesamtschule (IGS) (1971 als Schulversuch begonnen, inzwischen mit gymnasialer Oberstufe). Seit Anfang 2023 ist das Gymnasium in den neuen Gebäuden an der Theodor-Heuss-Straße neben der Pferderennbahn beheimatet. Die Integrierte Gesamtschule Langenhagen belegte 2010 im Wettbewerb um den Deutschen Schulpreis Platz 4. Die Montessori-Schule Langenhagen war eine Ganztagsgrundschule in privater Trägerschaft und ist seit Oktober 2018 geschlossen.
Die Musikschule Langenhagen wurde 1978 gegründet und bietet Kindern und Jugendlichen ein musikalisches Bildungsprogramm mit individuellen und Gruppenangeboten. In der Niedersächsischen Schornsteinfegerschule werden angehende Schornsteinfeger ausgebildet und Weiterbildungen sowie Meisterprüfungen durchgeführt.
Die Volkshochschule Langenhagen arbeitet als kommunaler Weiterbildungsträger in der Erwachsenen- und Jugendbildung. Sie veröffentlicht ihr regelmäßiges Programm, das vom Erwerb von Grundkenntnissen und Zusatzqualifikationen (Fremdsprachen und beruflich zu verwendende Fertigkeiten) bis in Literatur, Kunst und spezielle Angebote für Bildungspartnerschaften mit öffentlichen Schulen reicht.
Die Deutsche Event Akademie als Bildungseinrichtung des VPLT (Verband für Medien- und Veranstaltungstechnik e. V.) hat ebenfalls in Langenhagen ihren Sitz. Dort finden neben IHK- und VBG-zertifizierten Lehrgängen wie dem für den „geprüften Meister für Veranstaltungstechnik“ auch Seminare aus der Medien-, Messe- und Veranstaltungstechnik statt.
Die Stadtbibliothek Langenhagen befindet sich im Stadthaus an der Konrad-Adenauer-Straße 6. Das Angebot von 71.000 Medien umfasst neben Büchern auch DVDs, CDs, CD-ROMs, Hörbücher, Comics, Stadtpläne, Zeitschriften, Konsolenspiele (Wii + PS4 + XBOX One), Brettspiele und 10.000 Kindermedien (Bücher, Sachbücher, Toniefiguren, CDs, DVDs, CD-ROMs, Zeitschriften). Seit Mai 2009 können in dem Internetangebot Onleihe-Niedersachsen (vormals NBib24) digitale Medien wie E-Books, E-Audios und E-Papers herunterladen werden. Die Stadtbibliothek unterstützt das Leseförderungsprojekt Antolin. Aus dem Antolinangebot sind ca. 8.000 Bücher vorhanden und es steht ein Internetplatz für die Recherche bereit. In der gesamten Bibliothek gibt es freies WLAN.
Das  Stadtarchiv  befindet sich im  „Siechenhaus“ im historischen Eichenpark. Hier werden Dokumente und Unterlagen der Stadtverwaltung und zur Geschichte Langenhagens archiviert. Die Archivbestände umfassen unter anderem Fotos, Karten, Akten, Zeitungen, Filme, Schallplatten und Kunstobjekte. Das älteste Archivale ist ein Einwohnerverzeichnis von 1594. Im Stadtarchiv befindet sich eine wissenschaftliche Präsenzbibliothek, die für Recherchezwecke zur Verfügung steht.

### Soziales

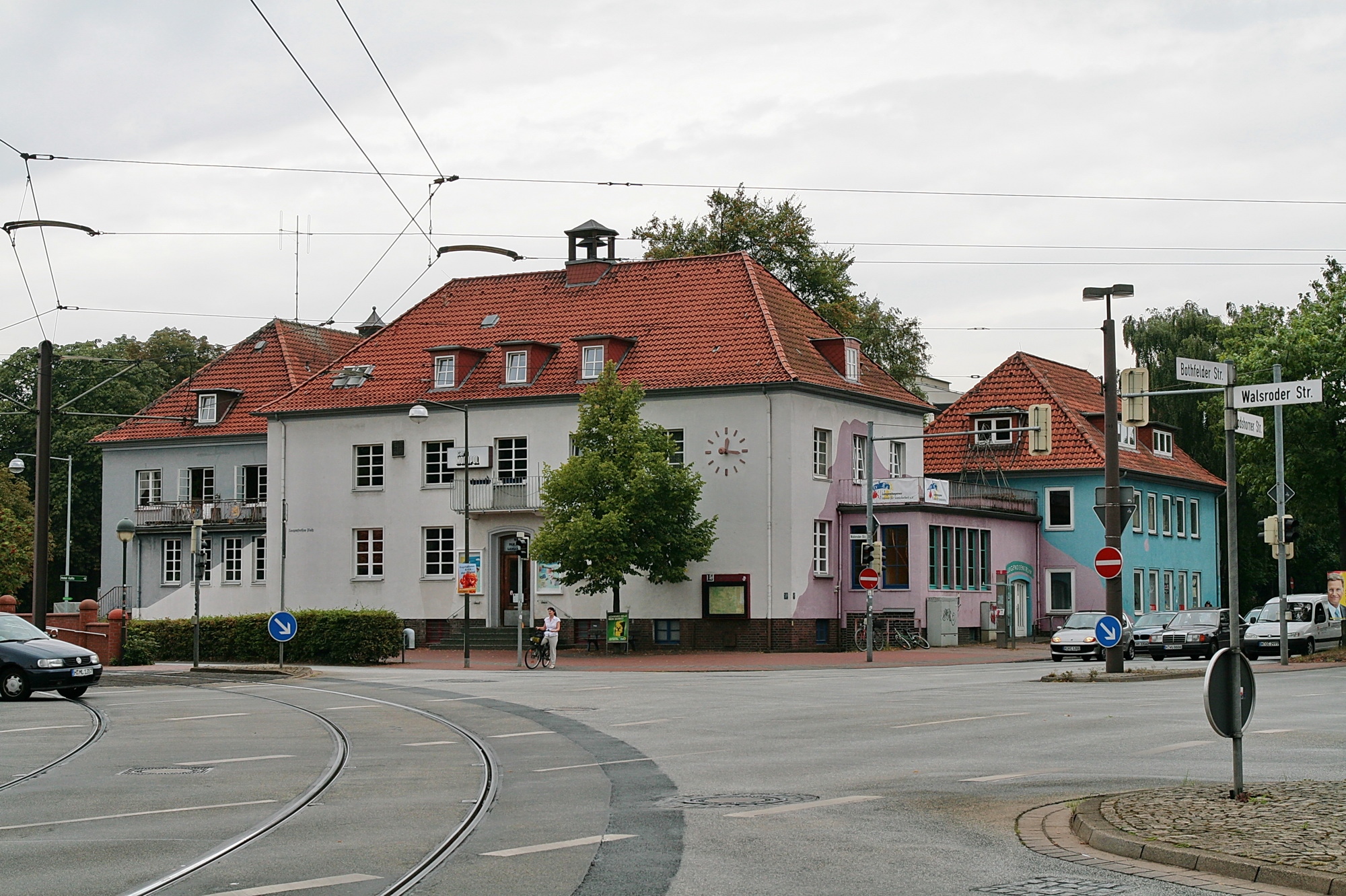
Haus der Jugend im alten Rathaus

Im Haus der Jugend am Langenforther Platz (dem alten Langenhagener Rathaus) haben zahlreiche Sportverbände, das Unabhängige Jugendzentrum (UJZ) Langenhagen sowie die städtische Jugendpflege ihren Sitz.
Die Langenhagener Tafel, gegründet 1998, ist die derzeit größte karitative Organisation in der Stadt. Wöchentlich werden über 700 bedürftige Haushalte mit einer Tafeltüte versorgt, die mit gespendeten Lebensmitteln gefüllt ist. Über 50 ehrenamtliche Kräfte sind bei der Tafel regelmäßig tätig, Kirchen und Sozialverbände unterstützen die Tütenausgabe. Die langjährige Gründungsvorsitzende Veronika Sauer erhielt 2006 für ihr Engagement die Bundesverdienstmedaille. Seit 2014 wird der Tafelvorstand durch Jutta Holtmann geführt, die bereits seit Gründung dem Vorstand als 2. Vorsitzende angehörte.
Der Frauennotruf Langenhagen unterstützt Frauen, die von Gewalt betroffen sind. Das Mehrgenerationenhaus Mütterzentrum e. V. bietet viele Veranstaltungen für Frauen, Familien und leistet auch Integrationsarbeit durch Veranstaltungen für und mit Migranten. Das Mütterzentrum Langenhagen gehört zu den 500 im Aktionsprogramm des Bundesfamilienministeriums geförderten Mehrgenerationenhäusern.
Zahlreiche Jugendtreffs in den Stadtteilen bieten Jugendlichen ein regelmäßiges Freizeitangebot.
Der Langenhagener Verein für Sozialarbeit e. V. betreibt mit Unterstützung der Stadt Langenhagen ein unabhängiges Jugendzentrum, leistet darüber hinaus Gemeinwesenarbeit und unterstützt andere Einrichtungen durch Nutzung von Räumlichkeiten.
Das städtische Seniorenbüro kümmert sich um die Belange älterer Mitbürger und gibt ihnen Unterstützung bei zahlreichen Aktivitäten.
Das Jobcafé Langenhagen unterstützt Arbeitslose im Haus der Jugend bei der Jobsuche und bei Bewerbungen.

## Persönlichkeiten

### Söhne und Töchter der Stadt
- Johann Stucke (1587–1653), Kanzler der schwedischen Regierung für die Herzogtümer Bremen und Verden
- Christian Friedrich August von Meding (1735–1825), Dompropst, Genealoge und Heraldiker
- Augustus Frederick Christopher Kollmann (1756–1829), Organist, Theoretiker und Komponist
- Willy Max Rademacher (1897–1971), Politiker (FDP)
- Andrea Hartwig (* 1958), Professorin für Lebensmittelchemie
- Michael Bohne (* 1963), Facharzt für Psychiatrie und Physiotherapie und Sachbuchautor
- Michael Thürnau (* 1963), Fernseh- und Hörfunkmoderator, Entertainer und Fachbuchautor
- Jens Gieseke (* 1964), Historiker
- Günter Schumacher (* 1964), Radrennfahrer
- Christoph Girardet (* 1966), Videokünstler
- Susanne Hoffmann (* 1966), Foto-, Video- und Installationskünstlerin
- Britta Näpel (* 1966), Reiterin
- Katrin Schmidt (* 1967), ehemalige Badmintonspielerin
- Jens Zimmermann (* 1967), Sportschütze
- Volker Henning Drecoll (* 1968), Theologe und Kirchenhistoriker
- Kai Hawaii (* 1968), Musiker, DJ, Manager und Musikjournalist
- Andrea Paluch (* 1970), Literaturwissenschaftlerin, Schriftstellerin und Übersetzerin
- Markus König (* 1971), Bauingenieur
- Axel Krauße (* 1971), Theaterregisseur und Intendant
- Olaf Wolters (* 1971), Rechtsanwalt und Lobbyist
- Eva Kleinitz (1972–2019), Opernintendantin
- André Breitenreiter (* 1973), Fußballspieler, 245 Einsätze und 42 Tore in der 1. und 2. Bundesliga
- Arne Jungjohann (* 1973), Autor und Politikberater
- Dirk Brandes (* 1974),  Politiker (AfD)
- Ansgar „Sir Frank Doe“ Freyberg (* 1975), Schlagzeuger der Band The BossHoss
- Stefan Körner (* 1977), Politiker (Bündnis 90/Die Grünen)
- Tilman Kuban (* 1987), Politiker (CDU)
- Luca Schaub (1988–2024), Schauspieler
- Aljoscha Hyde (* 1992), Fußballspieler
- Imke Onnen (* 1994), Hochspringerin
- Sophie Imelmann (* 1996), Schauspielerin
- Henry Rorig (* 2000), Fußballspieler

### Persönlichkeiten mit Bezug zu Langenhagen
- Robert Koch (1843–1910), Bakteriologe und Medizin-Nobelpreisträger, arbeitete von 1866 bis 1868 als Landarzt in Langenhagen
- Karl Biester (1878–1949), Politiker und Landwirt in Langenhagen
- Rudolf Diels (1900–1957), Jurist, war 1933 erster Chef der Gestapo, später Regierungspräsident in Köln und Hannover. Er hatte 1949–1957 einen Gutshof in Twenge
- Johannes Schulze (1901–1980), evangelisch-lutherischer Theologe
- Yul Brynner (1920–1985), hat sich 1984 in der Paracelsus-Klinik am Silbersee in Langenhagen wegen Lungenkrebs behandeln lassen
- Walter Bettges (1927–1991), Langenhagener Bürgermeister von 1968 bis 1981, Vizepräsident des Niedersächsischen Finanzgerichts, Richter am Niedersächsischen Staatsgerichtshof
- Wolfgang Thadewald (1936–2014), Sammler, Bibliograf, Verleger, Herausgeber, Autor und bedeutender Jules-Verne-Experte
- Karin Eickelbaum (1937–2004), Schauspielerin, ging in Langenhagen zur Schule
- Hans-Dieter Bader (1938–2022), Opernsänger, lebte in Langenhagen
- Klaus Meine (* 1948), Sänger der Scorpions, ging in Langenhagen zur Schule und startete hier seine Karriere
- Achim Kirschning (* 1952), Musiker und Lehrer, Leiter der Robert-Koch-Schule bis 2013, lebt in Langenhagen
- Uli Jon Roth (* 1954), ehemaliger Gitarrist und Songschreiber der Scorpions, lebte Ende der 1960er, Anfang der 1970er Jahre in Langenhagen, startete hier seine Karriere
- Avni Kertmen (* 1961), Sportler der Rollstuhlsportgemeinschaft Langenhagen 82
- Dagmar Schmidt (* 1963), Künstlerin, lebt in Langenhagen
- Oliver Kalkofe (* 1965), Satiriker und Mitarbeiter des Frühstyxradio, lebte als Kind in Engelbostel
- Kai Dittmann (* 1966), Sportjournalist und TV-Kommentator, ist in Langenhagen aufgewachsen
- Leonard Soccio (* 1967), ehemaliger Eishockeyspieler der Hannover Scorpions, lebt in Langenhagen
- Martin Groth (* 1969), Fußballspieler, erster Fußballverein SC Langenhagen
- Arno Lücker (* 1979), Komponist und Musikwissenschaftler, wuchs in Krähenwinkel auf
- Tim Hornke (* 1990), Handballspieler, ging in Langenhagen zur Schule, spielt in der 1. Handball-Bundesliga bei Magdeburg
- Daniel Axt (* 1991), Schauspieler, lebt in Langenhagen und ging dort zur Schule

### Ehrenbürger
Die Jahreszahlen beziehen sich auf das Jahr, in dem die Ehrenbürgerschaft verliehen wurde.
- Richard Platz (1925), (1864–1933), Generaldirektor der Hackethal-Draht- und Kabelwerke, Mitbegründer der Brinker Hafengesellschaft mbH, ausgezeichnet von der ehemals selbstständigen Gemeinde Brink
- August Hölscher (1931), (1873–1949), Mitbegründer der Norddeutschen Tapetenfabrik
- Wilhelm Hirte (1955), (1875–1957), Verfasser der Dorfchronik Engelbostel, ausgezeichnet in Engelbostel
- Ernst Karthäuser (1958), (1889–1960), Gemeindebrandmeister
- Otto Schwarz (1961), (1895–1967), Gemeindedirektor 1949–1959 und 1. Stadtdirektor (1959–1960)
- Karl Schönemann (1964), (1895–1977), Landrat
- August Wagener (1969), (1899–1978), Bürgermeister in Langenhagen 1953–1969
- Alfred Oellerich (1973), (1902–1977), Bürgermeister in Krähenwinkel 1948–1953 und 1955–1964, ausgezeichnet in Krähenwinkel
- Albert Fichte (1973), (1894–1986), Bürgermeister in Godshorn 1948–1968, ausgezeichnet in Godshorn
- Bertha Schneider (1981), (1915–1999), DRK-Vorsitzende
- Martha Korell (1988), (1898–1993), Begründerin der Arbeiterwohlfahrt Langenhagen
- Walter Bettges (1991), (1927–1991), Bürgermeister in Langenhagen 1969–1981
- Josef Billerbeck (1991), (1918–2008), Bürgermeister 1981–1986
- Waltraud Krückeberg (2002), (* 1931), Bürgermeisterin 1986–2001
- Lothar Schuldt (2011), (1925–2014), Kommunalpolitiker und Vorstandsmitglied des Sozialverbands Deutschlands
- Ernst Müller (2019), Dirigent